# Liste der Biografien/Kit
Liste der Biografien |
Portal Biografien |
Personensuche
# |
A |
B |
C |
D |
E |
F |
G |
H |
I |
J |
K |
L |
M |
N |
O |
P |
Q |
R |
S |
T |
U |
V |
W |
X |
Y |
Z |
?
 
Ka |
Kb |
Kc |
Kd |
Ke |
Kf |
Kg |
Kh |
Ki |
Kj |
Kl |
Km |
Kn |
Ko |
Kp |
Kr |
Ks |
Kt |
Ku |
Kv |
Kw |
Ky |
Kx |
Kz
 
Kia |
Kib |
Kic |
Kid |
Kie |
Kif |
Kig |
Kih |
Kii |
Kij |
Kik |
Kil |
Kim |
Kin |
Kio |
Kip |
Kir |
Kis |
Kit |
Kiu |
Kiv |
Kiw |
Kix |
Kiy |
Kiz
Die Liste der Biografien führt alle Personen auf, die in der deutschsprachigen Wikipedia einen Artikel haben. Dieses ist eine Teilliste mit 517 Einträgen von Personen, deren Namen mit den Buchstaben „Kit“ beginnt.

## Kit
- Kit, Alexander (* 1982), russischer Bildhauer
- Kit, Barys (1910–2018), belarussischer Mathematiker, Physiker und Chemiker
- Kit, Kristen (* 1988), kanadische Ruderin

### Kita
- Kita, Hideki (* 1952), japanischer Langstreckenläufer
- Kita, Ikki (1883–1937), japanischer Autor, Intellektueller und politischer PhilosophKita Ikki (1883–1937)

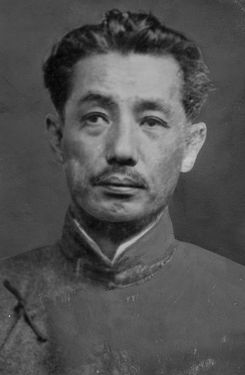
Kita Ikki (1883–1937)

- Kita, Kazuma (* 1981), japanischer Fußballspieler
- Kita, Morio (1927–2011), japanischer Schriftsteller und Psychiater
- Kita, Roppeita XIV. (1874–1971), japanischer Nō-Darsteller
- Kita, Ryōma (* 1998), japanischer Fußballspieler
- Kita, Sadakichi (1871–1939), japanischer Historiker
- Kita, Seiichi (* 1886), japanischer General
- Kita, Toshiyuki (* 1942), japanischer Designer für Möbel- und Industriedesign
- Kita, Waldemar (* 1953), polnisch-französischer Unternehmer und Fußballfunktionär
- Kita, Yasushi (* 1978), japanischer Fußballspieler
- Kitabatake, Akiie (1318–1338), japanischer Adeliger und Feldherr
- Kitabatake, Chikafusa (1293–1354), japanischer Feldherr, Staatsmann und Historiograph
- Kitabdjian, Michel (1930–2020), französischer Fußballschiedsrichter
- Kitabeppu, Manabu (1957–2023), japanischer Baseballspieler
- Kitack, Lim (* 1956), südkoreanischer UN-Funktionär, Direktor der Internationalen Seeschifffahrts-Organisation
- Kitada, Sumiko (* 1962), japanische Badmintonspielerin
- Kitadai, Felipe (* 1989), brasilianischer Judoka
- Kitade, Nana (* 1987), japanische Sängerin
- Kitade, Naohiro (* 1973), japanischer Fußballspieler
- Kitade, Tsutomu (* 1978), japanischer Fußballspieler
- Kitaen, Tawny (1961–2021), US-amerikanische SchauspielerinTawny Kitaen (1961–2021)

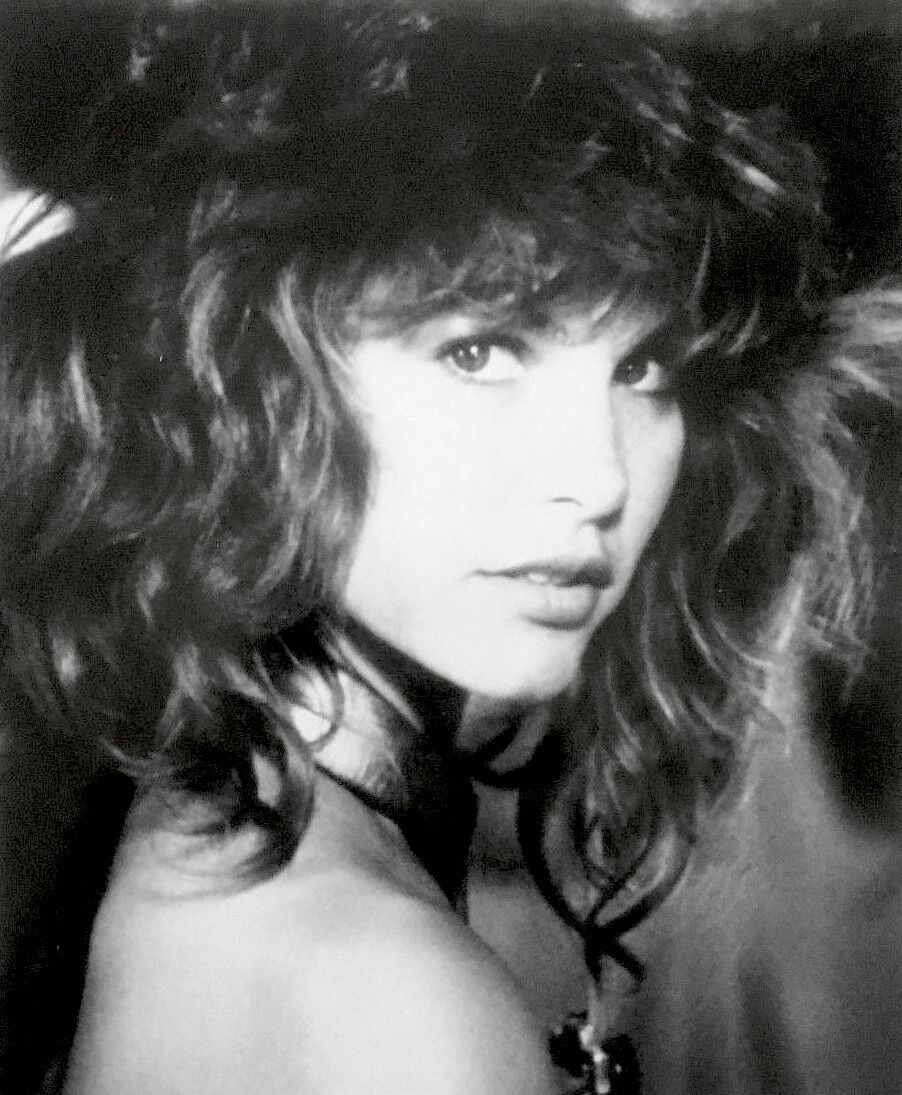
Tawny Kitaen (1961–2021)

- Kitagawa, Annette (* 1972), Schweizer Jazzmusikerin (Saxophone, Flöte)
- Kitagawa, Fuyuhiko (1900–1990), japanischer Lyriker und Theaterkritiker
- Kitagawa, Hikaru (* 1997), japanische Fußballspielerin
- Kitagawa, Johnny (1931–2019), japanisch-US-amerikanischer Sänger und Musikmanager
- Kitagawa, Kazuo (* 1953), japanischer Politiker
- Kitagawa, Keiko (* 1986), japanische Schauspielerin und ModelKeiko Kitagawa (* 1986)

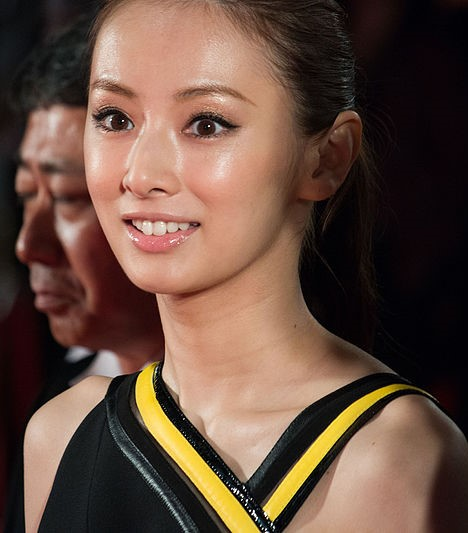
Keiko Kitagawa (* 1986)

- Kitagawa, Kiyoshi (* 1958), japanischer Jazzmusiker
- Kitagawa, Kōhei (* 1995), japanischer Fußballspieler
- Kitagawa, Kōya (* 1996), japanischer Fußballspieler
- Kitagawa, Rio (* 1993), japanische Tennisspielerin
- Kitagawa, Shō (* 1967), japanischer Manga-Zeichner
- Kitagawa, Shūto (* 1995), japanischer Fußballspieler
- Kitagawa, Susumu (* 1951), japanischer Chemiker
- Kitagawa, Takamasa (* 1996), japanischer Sprinter
- Kitagawa, Tamiji (1894–1989), japanischer Künstler
- Kitagawa, Utamaro (1753–1806), japanischer Künstler
- Kitagawa, Yoshio (* 1978), japanischer Fußballspieler
- Kitaguchi, Akira (* 1935), japanischer Fußballspieler
- Kitaguchi, Haruka (* 1998), japanische Speerwerferin
- Kitahara, Aiko (1938–2013), japanische Schriftstellerin
- Kitahara, Daisuke (* 1994), japanischer Fußballspieler
- Kitahara, Hakushū (1885–1942), japanischer Schriftsteller
- Kitahara, Iwao (* 1947), japanischer Diplomat
- Kitahara, Kana (* 1988), japanische Fußballspielerin
- Kitahara, Kenji (* 1976), japanischer Fußballspieler
- Kitahara, Maki (* 2009), japanischer Fußballspieler
- Kitahara, Satoko (1929–1958), japanische Katholikin; begonnener Seligsprechungsprozess
- Kitahara, Takahisa (* 1990), japanischer Fußballspieler
- Kitahara, Takeo (1907–1973), japanischer Schriftsteller und Literaturkritiker
- Kitahara, Tasaku (1870–1922), japanischer Fischereibiologe und Ozeanograph
- Kitahara, Yukio (* 1957), japanischer Dirigent und ehemaliger Generalmusikdirektor in Aachen
- Kitahimbwa (1869–1902), König (Omukama) von Bunyoro (im heutigen Uganda)
- Kitai, Davidi (* 1979), belgischer Pokerspieler
- Kitai, Kazuo (* 1944), japanischer Fotograf
- Kitai, Yūki (* 1990), japanischer Fußballspieler
- Kitaibel, Pál (1757–1817), ungarischer Botaniker
- Kitaigorodski, Alexander Isaakowitsch (1914–1985), russischer Physiker
- Kitain, Anatole (1903–1980), russisch-amerikanischer Konzertpianist
- Kitaj, R. B. (1932–2007), US-amerikanischer Maler
- Kitajenko, Dmitri Georgijewitsch (* 1940), russischer Dirigent
- Kitajew, Alexei Jurjewitsch (* 1963), russisch-US-amerikanischer Physiker
- Kitajima, Fumiya (* 2005), japanischer Fußballspieler
- Kitajima, Hideaki (* 1978), japanischer Fußballspieler und -trainer
- Kitajima, Katsuhide, japanischer Badmintonspieler
- Kitajima, Kōsuke (* 1982), japanischer Schwimmer
- Kitajima, Naoki, japanischer Fusion- und Jazzmusiker (Piano, E-Piano, Keyboard, Synthesizer)
- Kitajima, Taiga (* 2000), japanischer Fußballspieler
- Kitajima, Tōru (* 1982), japanischer Rockmusiker und Singer-SongwriterTōru Kitajima (* 1982)

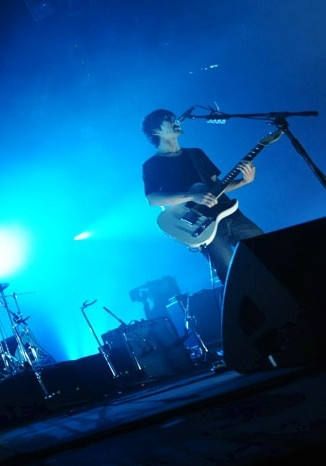
Tōru Kitajima (* 1982)

- Kitajima, Yoshio (* 1975), japanischer Fußballspieler
- Kitajima, Yūji (* 2000), japanischer Fußballspieler
- Kitakaze, Saori (* 1985), japanische Sprinterin
- Kitala, Yann (* 1998), kongolesisch-französischer Fußballspieler
- Kitambala, Lynel (* 1988), kongolesisch-französischer Fußballspieler
- Kitamori, Kazoh (1916–1998), japanischer protestantischer Theologe und Hochschullehrer
- Kitamoto, Ayako (* 1983), japanische Fußballspielerin
- Kitamoto, Kunie (* 1981), japanischer Fußballspieler
- Kitamura, Akihiro (* 1979), japanischer SchauspielerAkihiro Kitamura (* 1979)

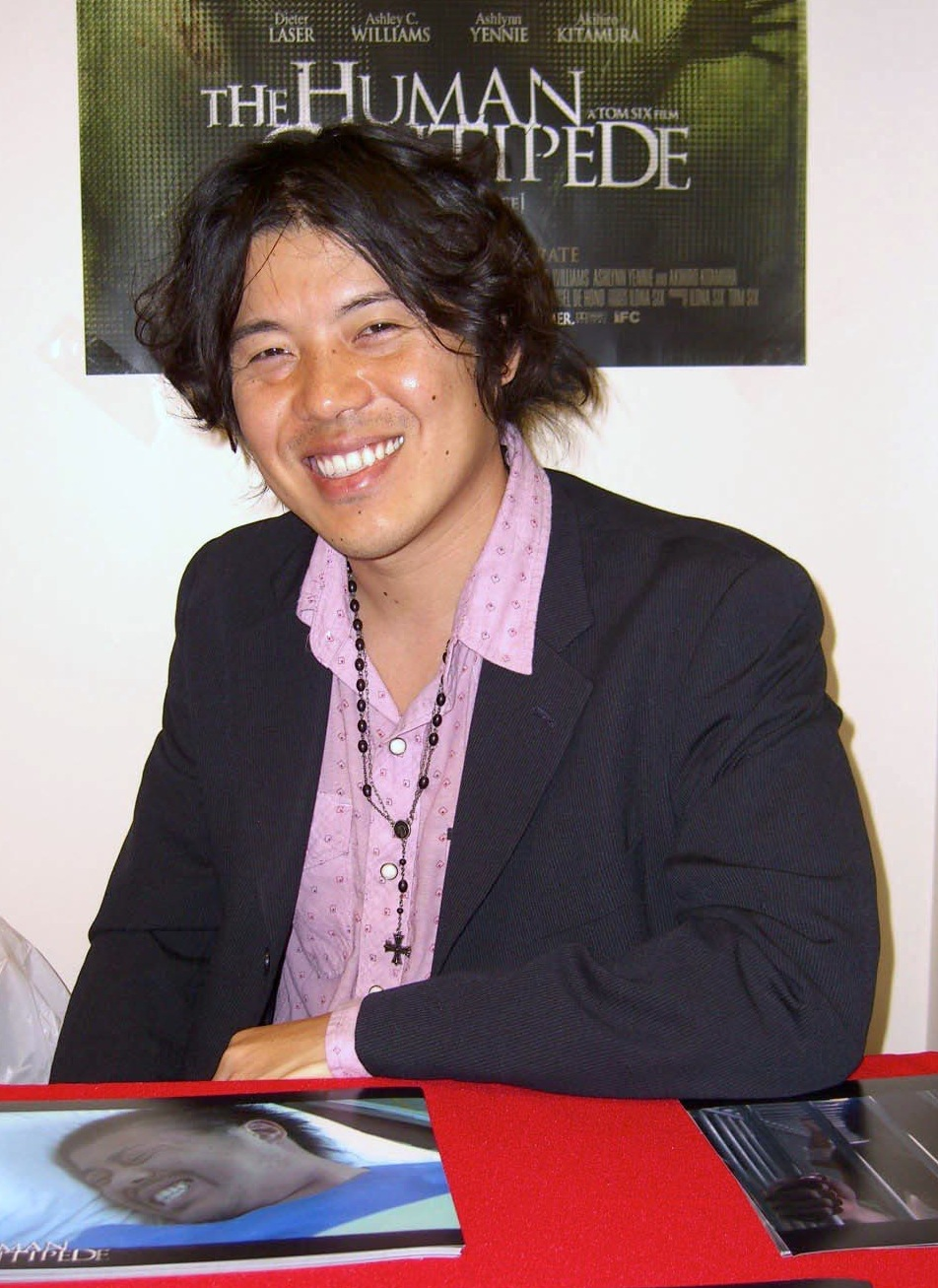
Akihiro Kitamura (* 1979)

- Kitamura, Eiji (* 1929), japanischer Jazzmusiker
- Kitamura, Eri (* 1987), japanische Sängerin und Synchronsprecherin
- Kitamura, Kai Chidi (* 2000), japanischer Fußballspieler
- Kitamura, Kaneko (1903–1931), japanische Journalistin, Frauenrechtsaktivistin und Pilotin
- Kitamura, Katie (* 1979), US-amerikanische Schriftstellerin
- Kitamura, Kigin (1624–1705), japanischer Dichter
- Kitamura, Kōichi (* 1968), japanisches Sektenmitglied und Terrorist
- Kitamura, Kunio (* 1968), japanischer Fußballspieler
- Kitamura, Kusuo (1917–1996), japanischer Schwimmer
- Kitamura, Kyoko, US-amerikanische Jazz- und Improvisationsmusikerin
- Kitamura, Rokurō (1871–1961), japanischer Kabuki-Schauspieler
- Kitamura, Ryōta (* 1998), japanischer Fußballspieler
- Kitamura, Ryūhei (* 1969), japanischer Regisseur, Filmproduzent und Drehbuchautor
- Kitamura, Ryūji (* 1981), japanischer Fußballspieler
- Kitamura, Saki (* 1991), japanische Skispringerin
- Kitamura, Satoru (* 1986), japanischer Langstreckenläufer
- Kitamura, Sayo (1900–1967), japanische Gründerin einer neuen Religion
- Kitamura, Seibō (1884–1987), japanischer Bildhauer
- Kitamura, Sō (* 1952), japanischer Dramatiker
- Kitamura, Takashi (* 1977), japanischer nordischer Kombinierer
- Kitamura, Tatsuo (* 1940), japanischer Skilangläufer
- Kitamura, Tōkoku (1868–1894), japanischer Schriftsteller der Meiji-Zeit
- Kitamura, Tomotaka (* 1982), japanischer Fußballspieler
- Kitamura, Tomoya (* 1996), japanischer Fußballspieler
- Kitamura, Tōru (1960–2010), japanischer Radrennfahrer
- Kitamura, Yume (* 1995), japanische Leichtathletin
- Kitana (* 1996), österreichische Rapperin
- Kitani, Atsuhito (* 1967), japanischer Badmintonspieler
- Kitani, Chigusa (1895–1947), Nihonga-Malerin
- Kitani, Kōsuke (* 1978), japanischer Fußballspieler
- Kitani, Minoru (1909–1975), japanischer Gospieler und Lehrer des Go
- Kitani, Shigeki (1928–2009), japanischer Künstler
- Kitani, Tokuo (1909–1947), japanischer Eisschnellläufer
- Kitano Masaji (1894–1986), japanischer Arzt, Mikrobiologe und Generalleutnant in der Kaiserlich Japanischen ArmeeKitano Masaji (1894–1986)

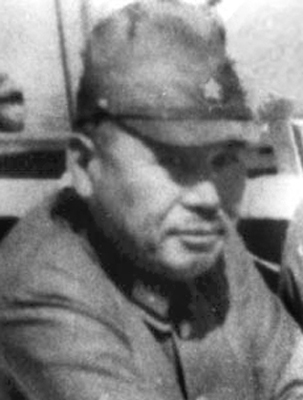
Kitano Masaji (1894–1986)

- Kitano, Hiroaki (* 1961), japanischer Informatiker und Systembiologe
- Kitano, Makoto (* 1967), japanischer Fußballspieler
- Kitano, Shō (* 1984), japanischer Fußballspieler
- Kitano, Sōta (* 2004), japanischer Fußballspieler
- Kitano, Takashi (* 1982), japanischer Fußballtorhüter
- Kitano, Takeshi (* 1947), japanischer Regisseur und SchauspielerTakeshi Kitano (* 1947)

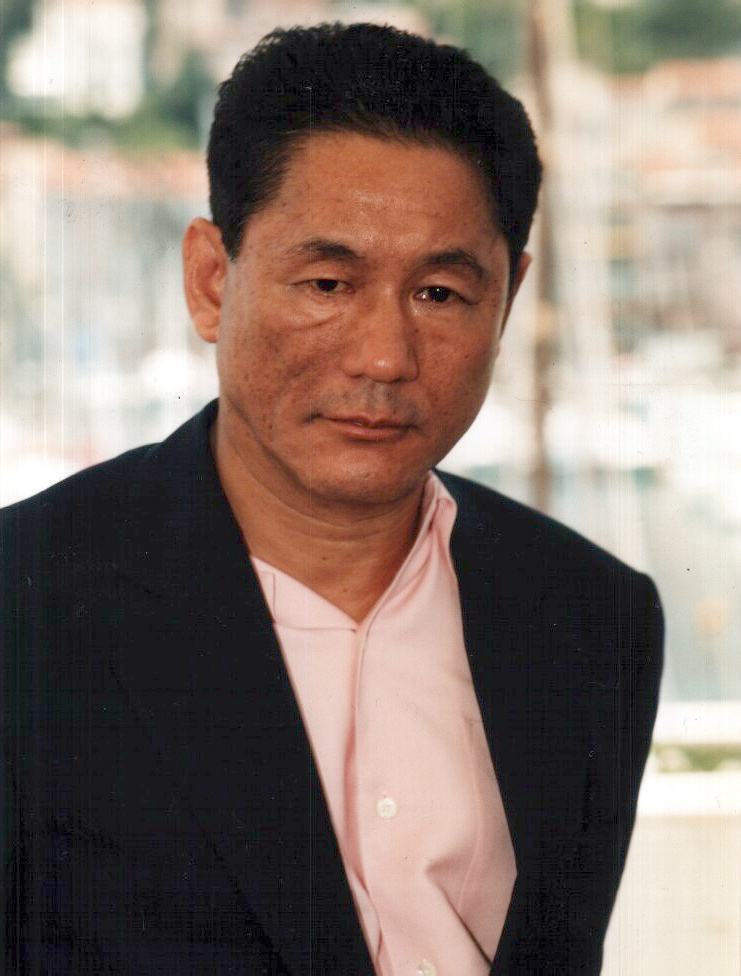
Takeshi Kitano (* 1947)

- Kitano, Tsunetomi (1880–1947), japanischer Maler während der der Taishō- und frühen Shōwa-Zeit
- Kitano, Yūshū (1930–2016), japanischer Ringer
- Kitanofuji, Katsuaki (1942–2024), japanischer Sumōringer und 52. Yokozuna
- Kitanoski, Lazar (1948–2011), mazedonischer Politiker und Hochschullehrer
- Kitanoumi, Toshimitsu (1953–2015), japanischer Sumōringer und der 55. Yokozuna
- Kitanović, Ivan (* 1976), serbischer Kontrabassist
- Kitao, Kanako (* 1982), US-amerikanisch-japanische Synchronschwimmerin
- Kitao, Sagiri (* 1972), japanische Wirtschaftswissenschaftlerin und Hochschullehrerin
- Kitao, Shigemasa (1739–1820), japanischer Maler
- Kitaōji, Rosanjin (1883–1959), japanischer Kunsthandwerker
- Kitaoka, Akiyoshi (* 1961), japanischer Psychologe
- Kitaoka, Fumio (1918–2007), japanischer Holzschnitt-Künstler
- Kitarau, Aljaksandr (* 1987), belarussischer Eishockeyspieler
- Kitarō (* 1953), japanischer Komponist und Musiker
- Kitasato, Shibasaburō (1853–1931), japanischer BakteriologeKitasato Shibasaburō (1853–1931)

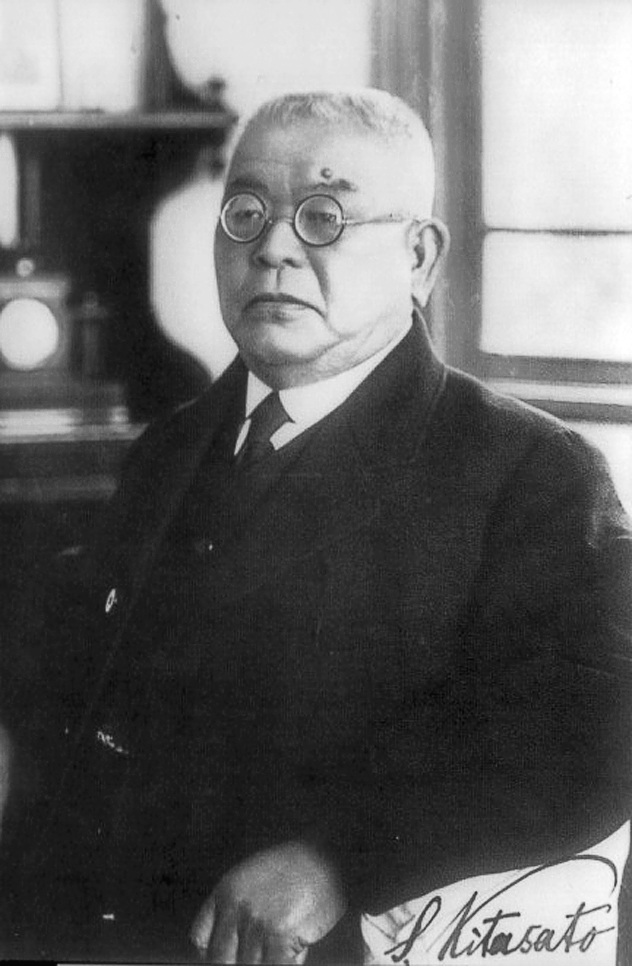
Kitasato Shibasaburō (1853–1931)

- Kitase, Yoshinori (* 1966), japanischer Spieleentwickler
- Kitata, Meseret (* 1993), äthiopische Langstreckenläuferin
- Kitata, Shura (* 1996), äthiopischer Langstreckenläufer
- Kitatani, Fumitaka (* 1995), japanischer Fußballspieler
- Kitatsuru, Tsubasa (* 1985), japanischer Bahnradsportler
- Kitauchi, Kōsei (* 1974), japanischer Fußballspieler
- Kitaura, Kiichirō (1911–1985), japanischer Unternehmer
- Kitaura, Yasunari (* 1937), japanischer Kunsthistoriker und Aikido-Lehrer
- Kitawaki, Kenji (* 1991), japanischer Fußballspieler
- Kitawaki, Noboru (1901–1951), japanischer Maler
- Kitay, David (* 1961), US-amerikanischer Filmkomponist
- Kitayama, Junyu (1902–1962), japanischer Philosoph
- Kitayama, Masato (* 1998), japanisch-thailändischer Eishockeyspieler
- Kitazawa, Rakuten (1876–1955), japanischer Manga-Zeichner und Karikaturist
- Kitazawa, Toshimi (* 1938), japanischer Politiker
- Kitazawa, Tsuyoshi (* 1968), japanischer Fußballspieler
- Kitazawa, Yoshihiro (* 1962), japanischer Eisschnellläufer
- Kitazono, Katsue (1902–1978), japanischer Lyriker
- Kitazume, Kengo (* 1992), japanischer Fußballspieler

### Kitb
- Kitbugha, Sultan der Mamluken (1294–1296)
- Kitbukha († 1260), mongolischer Heerführer
- Kitbunchu, Michael Michai (* 1929), thailändischer Geistlicher, Alterzbischof von Bangkok und Kardinal der römisch-katholischen KircheMichael Michai Kitbunchu (* 1929)

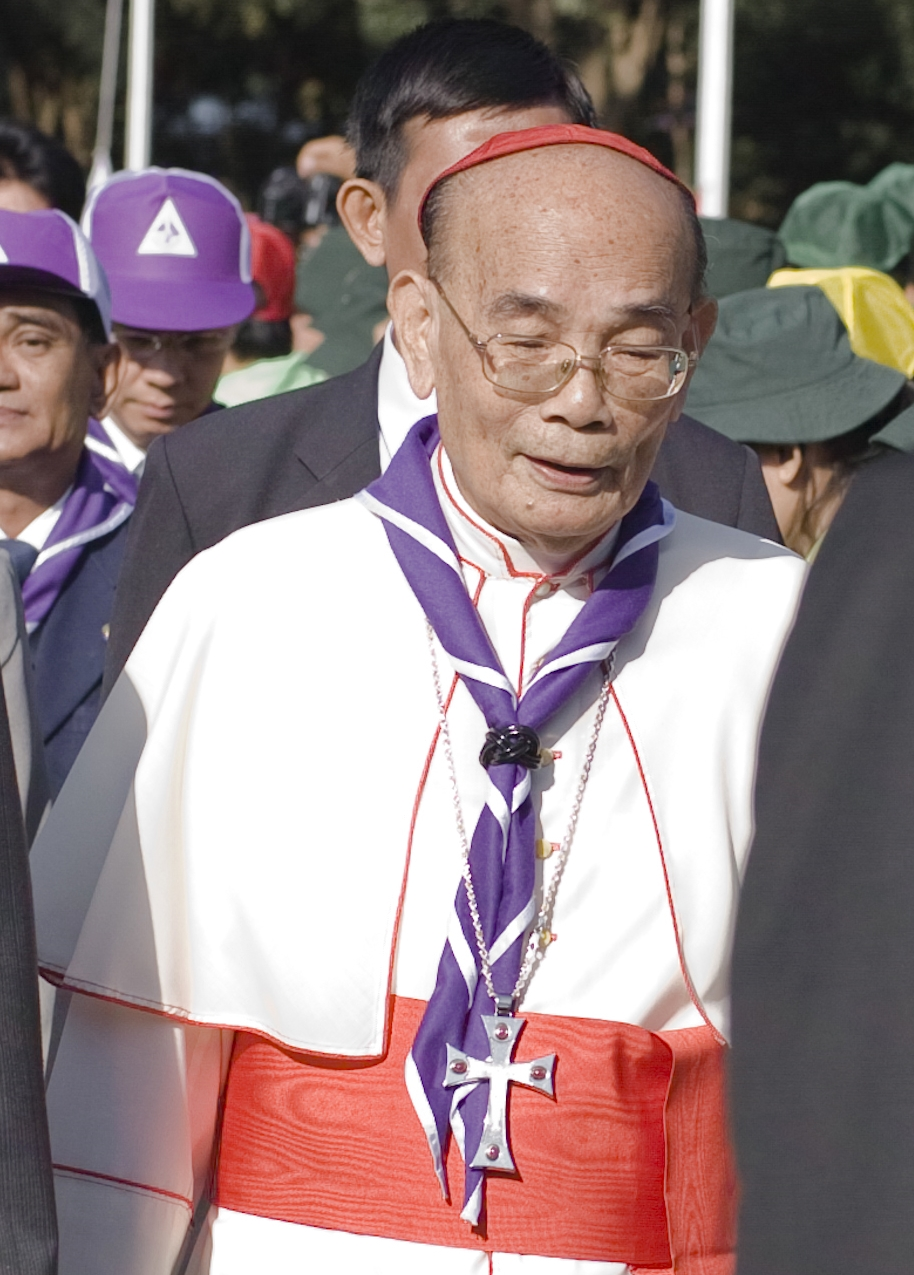
Michael Michai Kitbunchu (* 1929)

### Kitc
- Kitch, Don (* 1947), US-amerikanischer Autorennfahrer
- Kitchak, Peter (* 1941), US-amerikanischer Unternehmer und Autorennfahrer
- Kitchell, Aaron (1744–1820), US-amerikanischer Politiker
- Kitchen, Bethuel (1812–1895), US-amerikanischer Politiker
- Kitchen, Bill (1960–2012), kanadischer Eishockeyspieler
- Kitchen, Derwin (* 1986), US-amerikanischer Basketballspieler
- Kitchen, Garry (* 1958), US-amerikanischer Computerspiel-Entwickler
- Kitchen, Gen (* 1996), britische Politikerin
- Kitchen, Kenneth A. (1932–2025), britischer Archäologe und Ägyptologe
- Kitchen, Kodi, US-amerikanische Schauspielerin, Model, Unternehmerin, Fitnesstrainerin, Personaltrainerin
- Kitchen, Lauren (* 1990), australische Radrennfahrerin
- Kitchen, Michael (* 1948), britischer Schauspieler
- Kitchen, Mike (* 1956), kanadischer Eishockeyspieler und -trainer
- Kitchen, Perry (* 1992), US-amerikanischer Fußballspieler
- Kitchen, Shelley (* 1979), neuseeländische Squashspielerin
- Kitchen, Walter (1912–1988), kanadischer Eishockeyspieler
- Kitchenbrand, Don (1933–2025), südafrikanischer Fußballspieler
- Kitchener, Betty Ann (* 1951), australische Krankenschwester, Gründerin der Bildungsinitiative für Mental Health First Aid
- Kitchener, Darrell John (* 1943), australischer Zoologe
- Kitchener, Henry, 3. Earl Kitchener (1919–2011), britischer Politiker (Conservative Party) und Peer
- Kitchener, Herbert, 1. Earl Kitchener (1850–1916), britischer Feldmarschall und PolitikerHerbert Kitchener, 1. Earl Kitchener (1850–1916)

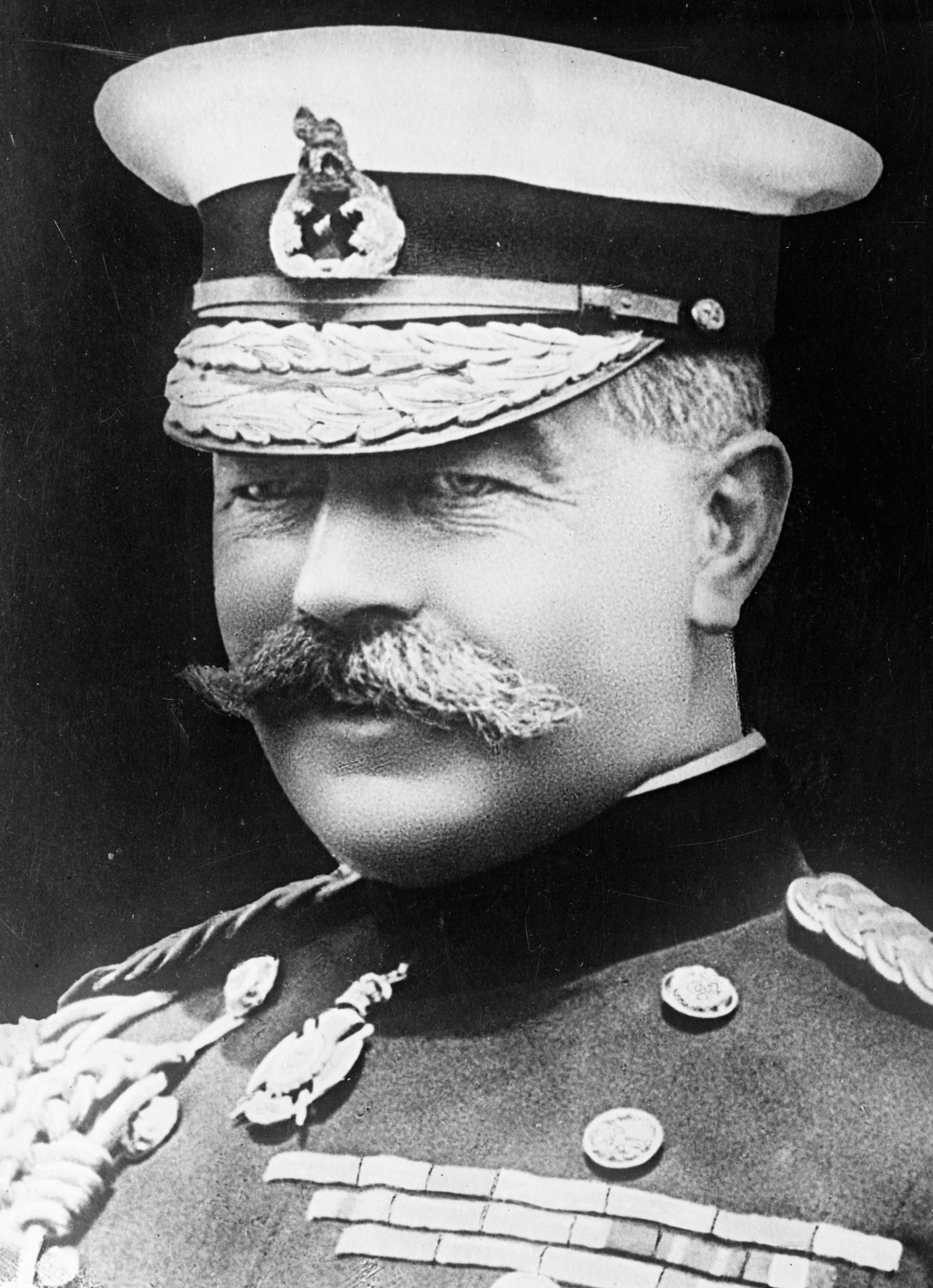
Herbert Kitchener, 1. Earl Kitchener (1850–1916)

- Kitchener, Walter (1858–1912), britischer Offizier, Gouverneur von Bermuda
- Kitchenham, Kate (* 1974), deutsche Journalistin und Moderatorin
- Kitchens, Kyle (* 1996), US-amerikanischer American-Football-Spieler
- Kitchens, Wade H. (1878–1966), US-amerikanischer Politiker
- Kitcher, Philip (* 1947), britischer Wissenschaftsphilosoph
- Kitchin, Alvin Paul (1908–1983), US-amerikanischer Politiker
- Kitchin, Claude (1869–1923), US-amerikanischer Politiker
- Kitchin, David Kitchin, Lord (* 1955), britischer Jurist, Richter des Obersten Gerichtshofs des Vereinigten Königreichs
- Kitchin, George, englischer Kupferstecher, Illustrator und Landkarten-Stecher
- Kitchin, William H. (1837–1901), US-amerikanischer Politiker
- Kitchin, William Walton (1866–1924), US-amerikanischer Politiker
- Kitching, Harold (1885–1980), britischer Ruderer
- Kitching, James (1922–2003), südafrikanischer Paläontologe
- Kitchings, Irene (1908–1975), US-amerikanische Musikerin

### Kite
- Kite, Gloria (* 1998), kenianische Langstreckenläuferin
- Kite, Jessie (1892–1958), britische Turnerin
- Kite, Jimmy (* 1976), US-amerikanischer Autorennfahrer
- Kite, Jonathan (* 1979), US-amerikanischer SchauspielerJonathan Kite (* 1979)

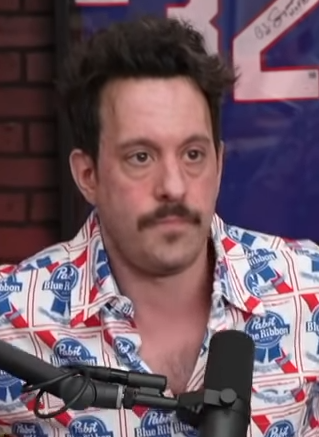
Jonathan Kite (* 1979)

- Kite, Michael (* 1973), kenianischer Marathonläufer
- Kite, Tom (* 1949), US-amerikanischer Golfer
- Kiteischwili, Otar (* 1996), georgischer Fußballspieler
- Kitek, Cene (* 2000), slowenischer Fußballspieler
- Kitel, Martin (* 1966), schwedischer Boxer
- Kitenge, Joël (* 1987), luxemburgischer Fußballspieler
- Kitenge, Joel (* 2003), österreichischer Fußballspieler
- Kitereza, Aniceti (1896–1981), tansanischer Schriftsteller

### Kiti
- Kitić, Mile (* 1952), bosnisch-serbischer Turbo-Folk-Sänger
- Kitikai Jantaruksa (* 1996), thailändischer Fußballspieler
- Kitikul, Kitipon (* 1975), thailändischer Badmintonspieler
- Kitilit, Jonathan (* 1994), kenianischer Mittelstreckenläufer
- Kitingan, Joseph Pairin (* 1940), malaysischer Politiker, Ministerpräsident von Sabah
- Kitinov, Aleksandar (* 1971), mazedonischer Tennisspieler
- Kitinun Suttiwiriyakul (* 1995), thailändischer Fußballspieler
- Kitiona, Peni (* 1994), samoanischer Fußballspieler
- Kitir, Meryame (* 1980), belgische Politikerin
- Kititharakul, Jongkolphan (* 1993), thailändische Badmintonspielerin

### Kitl
- Kitlitschka, Werner (1938–2018), österreichischer Kunsthistoriker und Hochschullehrer

### Kitn
- Kitner, Ieronim Sewastjanowitsch (1839–1929), russischer Architekt und Hochschullehrer
- Kitner, Maximilian Ieronimowitsch (1868–1942), russischer Architekt

### Kito
- Kitō, Akari (* 1994), japanische Synchronsprecherin (Seiyū) und Sängerin
- Kitō, Aya (1962–1988), japanische Schriftstellerin
- Kitō, Nabesaburō (1899–1982), japanischer Maler der Yōga-Richtung während der Shōwa-Zeit
- Kitō, Ryūto (* 1998), japanischer Fußballspieler
- Kitoh, Mohiro (* 1966), japanischer Manga-Zeichner
- Kitolano, Joshua (* 2001), norwegischer Fußballspieler
- Kitow, Anatoli Iwanowitsch (1920–2005), sowjetisch-russischer Kybernetiker, Informatiker und Hochschullehrer
- Kitow, Georgi (1943–2008), bulgarischer Archäologe
- Kitowa, Swetlana Alexandrowna (1960–2015), russische Mittelstreckenläuferin
- Kitowani, Tengis (1938–2023), georgischer Putschist und Verteidigungsminister
- Kitowicz, Jędrzej (1728–1804), polnischer Geistlicher und Historiker

### Kitp
- Kitphom Bunsan (* 1993), thailändischer Fußballspieler

### Kitr
- Kitromilides, Paschalis M. (* 1949), griechisch-zyprischer Politikwissenschaftler und Neogräzist

### Kits
- Kitsada Hamvipat (* 1984), thailändischer Fußballspieler
- Kitsada Otata (* 1994), thailändischer Fußballspieler
- Kitsada Wongkeaw (* 1988), thailändischer Futsal- und Fußballspieler
- Kitsadakorn Saleelatana (* 1995), thailändischer Fußballspieler
- Kitsana Kasemkulwirai (* 1990), thailändischer Fußballspieler
- Kitsarin Chinasri (* 1999), thailändischer Fußballspieler
- Kitsch, Taylor (* 1981), kanadischer SchauspielerTaylor Kitsch (* 1981)

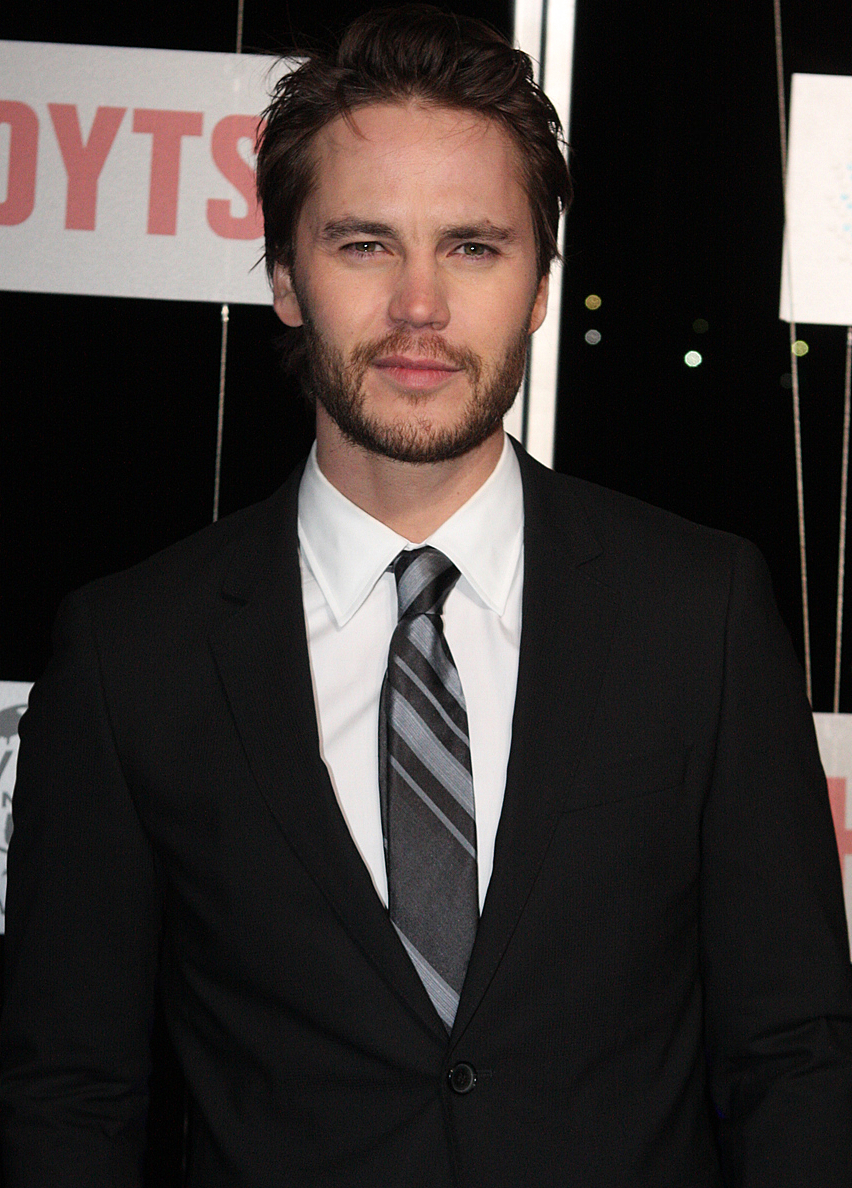
Taylor Kitsch (* 1981)

- Kitscha, Heorhyj (* 1990), ukrainischer Eishockeyspieler
- Kitschanowa, Wera Alexejewna (* 1991), russische Journalistin
- Kitschelt, Friedrich (* 1957), deutscher Politiker und Staatssekretär des Bundesministeriums für wirtschaftliche Zusammenarbeit und Entwicklung
- Kitschelt, Herbert (* 1955), Politikwissenschaftler
- Kitschen, Clemens Maria (* 1964), deutscher Musiker

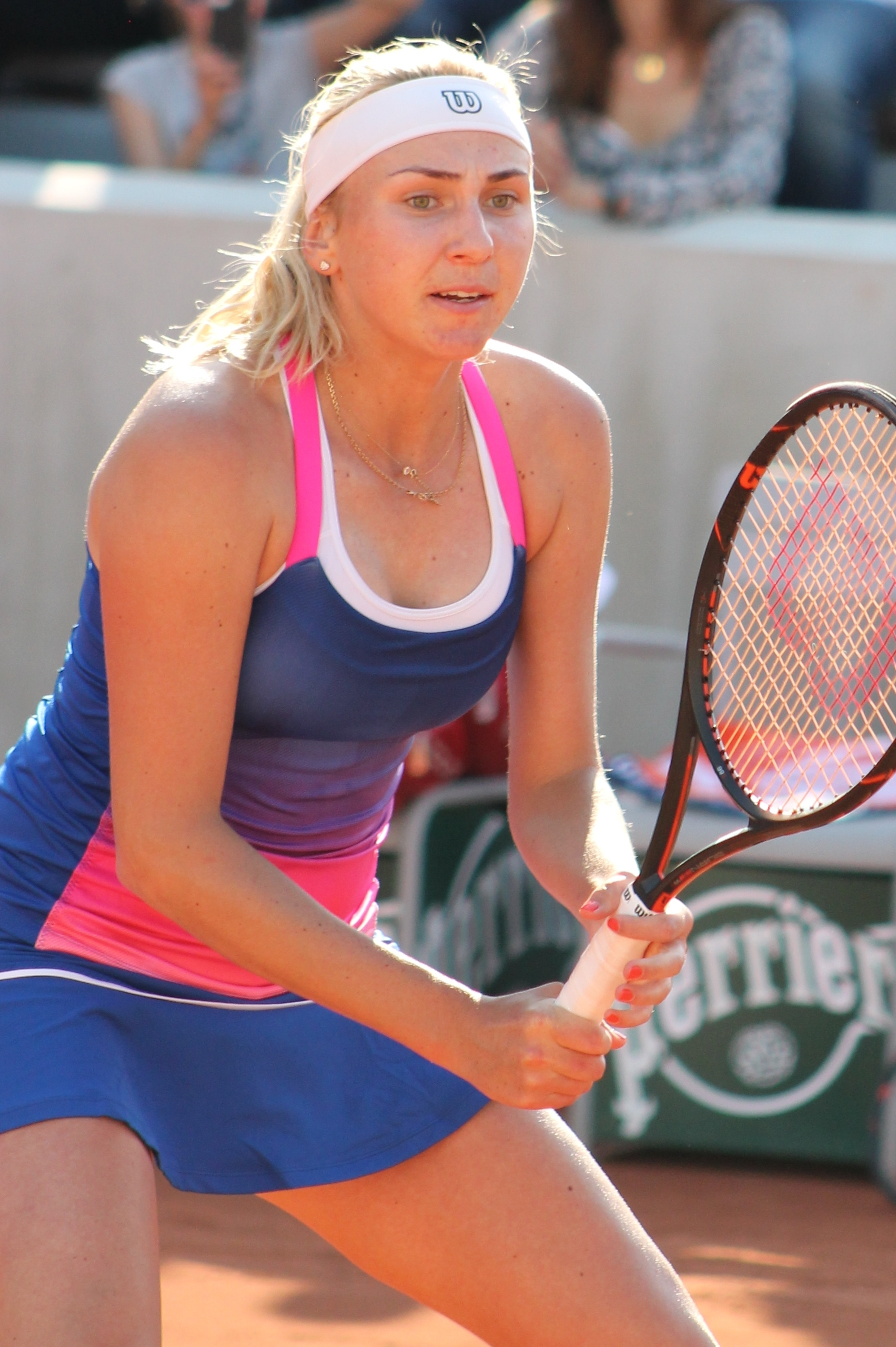
Ljudmyla Kitschenok (* 1992)

- Kitschenok, Ljudmyla (* 1992), ukrainische TennisspielerinLjudmyla Kitschenok (* 1992)
- Kitschenok, Nadija (* 1992), ukrainische Tennisspielerin
- Kitscher, Johannes von, deutscher Jurist und Humanist
- Kitscher, Karl Friedrich von († 1770), preußischer Oberst der Artillerie, Regimentschef und Ritter des Ordens Pour le Mérite
- Kitschigin, Richard (1930–2015), deutscher Journalist, Moderator, Buchautor und Fotograf
- Kitschke, Andreas (* 1955), deutscher Architekt und Denkmalpfleger
- Kitschker, Josef Mariano (1879–1929), deutscher Maler
- Kitschun, Susanne (* 1968), deutsche Politikerin (SPD), MdA
- Kitshoff, Steven (* 1992), südafrikanischer Rugby-Spieler
- Kitsikis, Dimitri (1935–2021), griechischer Hochschullehrer an der Universität Ottawa, Fellow der Royal Society of Canada
- Kitsis, Edward (* 1971), US-amerikanischer Drehbuchautor und Fernsehproduzent
- Kitson, Albert Ernest (1868–1937), britischer Geologe
- Kitson, Barry, britischer Comiczeichner
- Kitson, Dave (* 1980), englischer Fußballspieler und -trainer
- Kitson, Frank (1926–2024), britischer General und Autor
- Kitson, Harold (1874–1951), südafrikanischer Tennisspieler
- Kitson, Henry Hudson († 1947), englisch-amerikanischer Bildhauer
- Kitsos, Christina (* 1981), Schweizer Politikerin (SP)
- Kitsui, Takahiro (* 1993), japanischer Fußballspieler
- Kitsuse, John Itsuro (1923–2003), amerikanischer Kriminalsoziologe

### Kitt
- Kitt Carter, Lauren (* 1983), US-amerikanische Schauspielerin und Filmproduzentin
- Kitt, AJ (* 1968), US-amerikanischer Skirennläufer
- Kitt, Bruno (1906–1946), deutscher KZ-Arzt
- Kitt, Camille, US-amerikanische Musikerin und Schauspielerin
- Kitt, David (* 1975), irischer Musiker
- Kitt, Eartha (1927–2008), US-amerikanische Sängerin, Schauspielerin, TänzerinEartha Kitt (1927–2008)

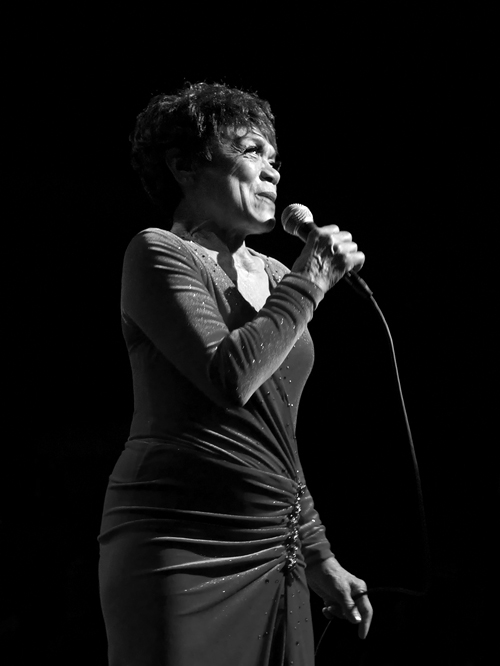
Eartha Kitt (1927–2008)

- Kitt, Ferdinand (1887–1961), österreichischer Maler
- Kitt, Kennerly, US-amerikanische Musikerin und Schauspielerin
- Kitt, Michael (1914–1974), irischer Politiker (Fianna Fáil)
- Kitt, Michael P. (* 1950), irischer Politiker
- Kitt, Salomon (* 1744), Schweizer Kaufmann und Bodenspekulant
- Kitt, Theodor (1858–1941), deutscher Veterinärmediziner
- Kitt, Theodor (* 1912), deutscher Bobfahrer
- Kitt, Tom (* 1952), irischer Politiker
- Kittani, Ismat T. (1929–2001), irakischer Diplomat
- Kittary, Modest Jakowlewitsch (1824–1880), russischer Chemietechnologe, Zoologe und Hochschullehrer
- Kittas, Christos (* 1946), griechischer Mediziner und Gesundheitsminister
- Kittay, Eva Feder (* 1946), US-amerikanische Philosophin
- Kittel, Adolf (* 1902), tschechoslowakischer Mittelstreckenläufer
- Kittel, Arthur (1838–1926), deutscher Landarzt in Ostpreußen
- Kittel, Bernhard (* 1967), österreichischer Soziologe
- Kittel, Bruno (1870–1948), deutscher Chorleiter und Violinist
- Kittel, Charles (1916–2019), US-amerikanischer Physiker
- Kittel, Erich (1902–1974), deutscher Archivar
- Kittel, Eugen (1859–1946), deutscher Ingenieur
- Kittel, Ferdinand (1832–1903), deutscher Missionar und Sprachwissenschaftler
- Kittel, Friedrich (1833–1914), deutscher Verwaltungsjurist und Drost
- Kittel, Gerhard (1888–1948), deutscher evangelischer Theologe (Neutestamentler) und aktiver AntisemitGerhard Kittel (1888–1948)

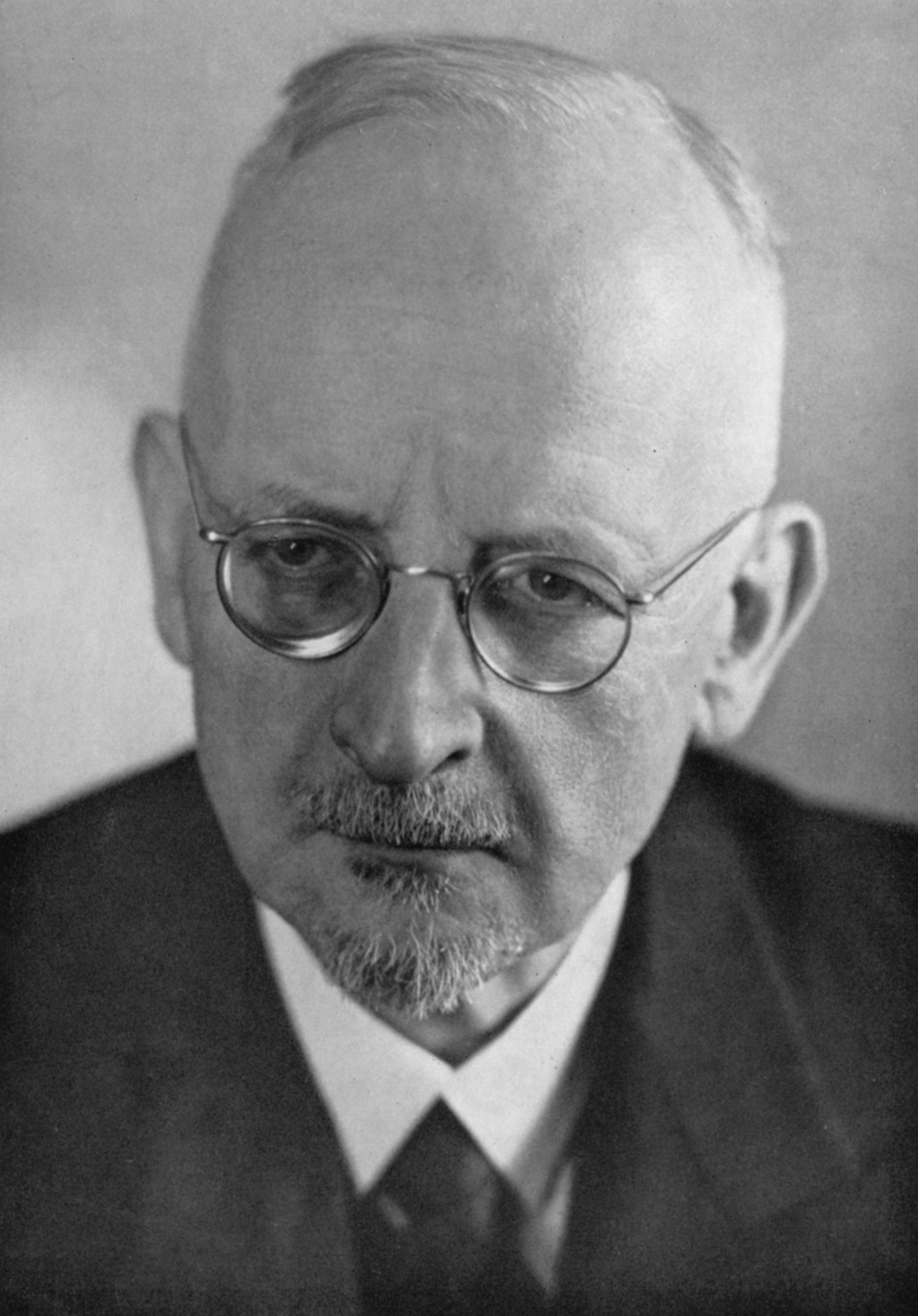
Gerhard Kittel (1888–1948)

- Kittel, Gerhard (1925–2011), deutscher Mediziner, Begründer verschiedener Fachgesellschaften der Phoniatrie-Pädaudiologie
- Kittel, Gisela (* 1940), deutsche evangelische Theologin und Didaktikerin
- Kittel, Heinrich (1892–1969), deutscher Generalleutnant im Zweiten Weltkrieg
- Kittel, Helmuth (1902–1984), deutsches SA-Mitglied, Religionspädagoge und Kirchengeschichtler
- Kittel, Hermine (1879–1948), österreichische Theaterschauspielerin, Opernsängerin (Alt) und Gesangspädagogin
- Kittel, Horst (1942–2020), deutscher Fußballspieler
- Kittel, Hubert (* 1953), deutscher Designer und Hochschullehrer
- Kittel, Jeremy (* 1984), US-amerikanischer Geiger, Bratschist und Komponist
- Kittel, Johann (1519–1590), deutscher Theologe und Pädagoge
- Kittel, Johann Christian († 1809), deutscher Organist und Komponist
- Kittel, Johann Heinrich (1652–1682), deutscher Organist, Komponist und Musikpädagoge
- Kittel, Johann Josef (1704–1783), böhmischer Arzt
- Kittel, Kaspar (1603–1639), deutscher Musiker und Komponist
- Kittel, Leon (* 1999), deutscher Eishockeyspieler
- Kittel, Ludwig (1869–1946), deutscher Landschaftsmaler
- Kittel, Manfred (* 1962), deutscher Historiker
- Kittel, Marcel (* 1988), deutscher RadrennfahrerMarcel Kittel (* 1988)

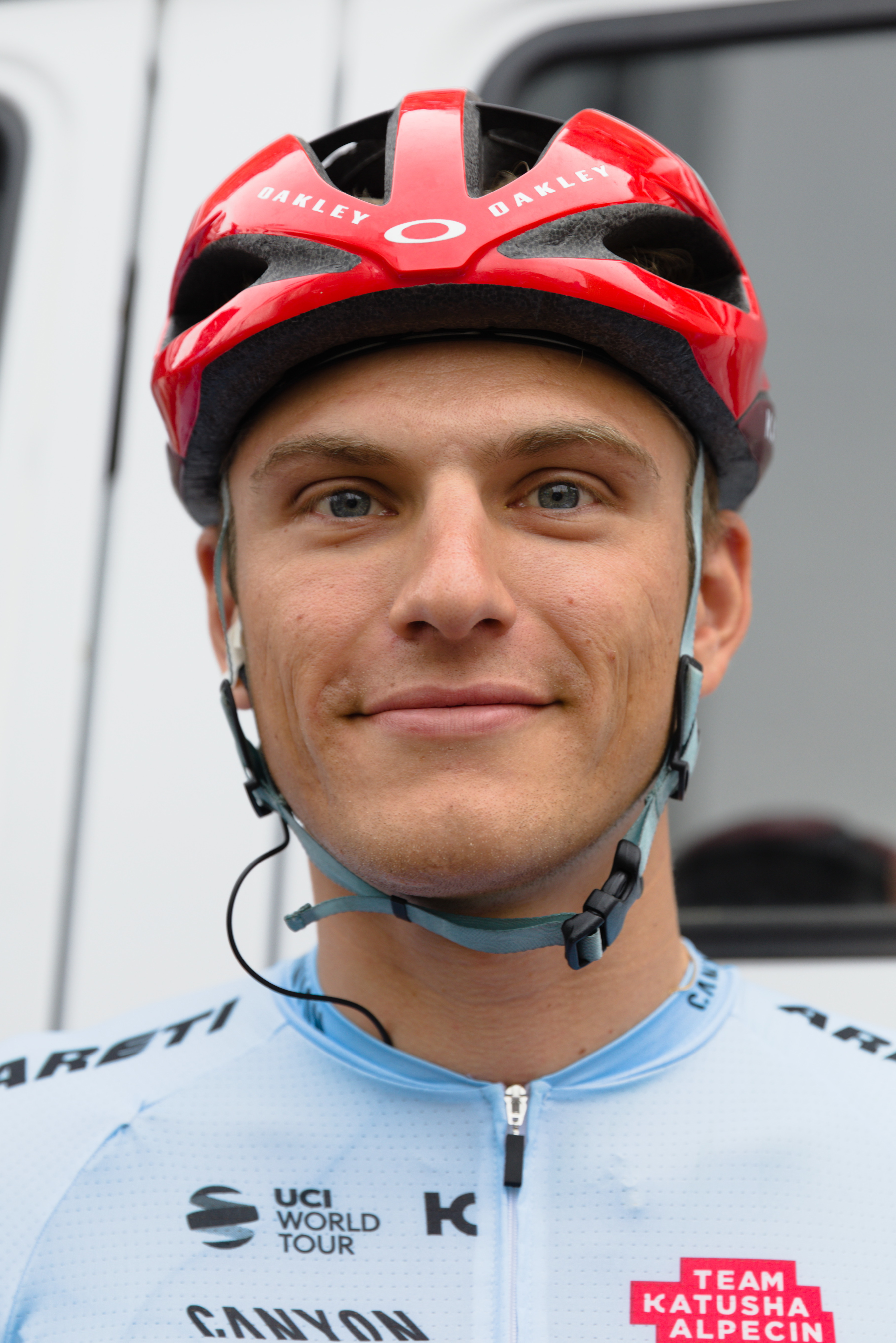
Marcel Kittel (* 1988)

- Kittel, Marlon (* 1983), deutscher Schauspieler
- Kittel, Martin Balduin (1798–1885), deutscher Hofrat, Geologe und Botaniker
- Kittel, Mathias (* 1961), deutscher Radrennfahrer
- Kittel, Nikolai (1805–1868), russischer Geigen- und Bogenhersteller
- Kittel, Otto (1917–1945), deutscher Offizier und Jagdflieger der Luftwaffe der Wehrmacht im Zweiten Weltkrieg
- Kittel, Peter (* 1947), deutscher Fußballspieler
- Kittel, Rudolf (1853–1929), deutscher Alttestamentler; Hochschullehrer und Rektor in Breslau und Leipzig
- Kittel, Sonny (* 1993), deutsch-polnischer Fußballspieler
- Kittel, Theodor (1883–1970), deutscher Verwaltungsjurist
- Kittel, Walter (1931–2008), deutscher Staatsbeamter
- Kittel, Walter (1942–1965), deutsches Todesopfer der Berliner Mauer
- Kittel, Walther (1887–1971), deutscher Generalstabsarzt im Zweiten Weltkrieg
- Kittel, Wolfgang (1899–1967), deutscher Eishockeyspieler und Vorstand Deutsche Lufthansa AG
- Kittelberger, Ute (1958–2021), deutsche Schauspielerin
- Kittelle, Sumner Ely Wetmore (1867–1950), US-amerikanischer Marineoffizier
- Kittelmann, Eva (* 1932), österreichische Schriftstellerin
- Kittelmann, Herbert (1915–1982), deutscher Militär, Offizier der Volkspolizei, des MfS und der NVA
- Kittelmann, Lothar (1943–2023), deutscher Maler und Grafiker
- Kittelmann, Peter (1936–2003), deutscher Politiker (CDU), MdB
- Kittelmann, Udo (* 1958), deutscher Kurator und Autor
- Kittelsen, Agnes (* 1980), norwegische Schauspielerin
- Kittelsen, Theodor (1857–1914), norwegischer KünstlerTheodor Kittelsen (1857–1914)

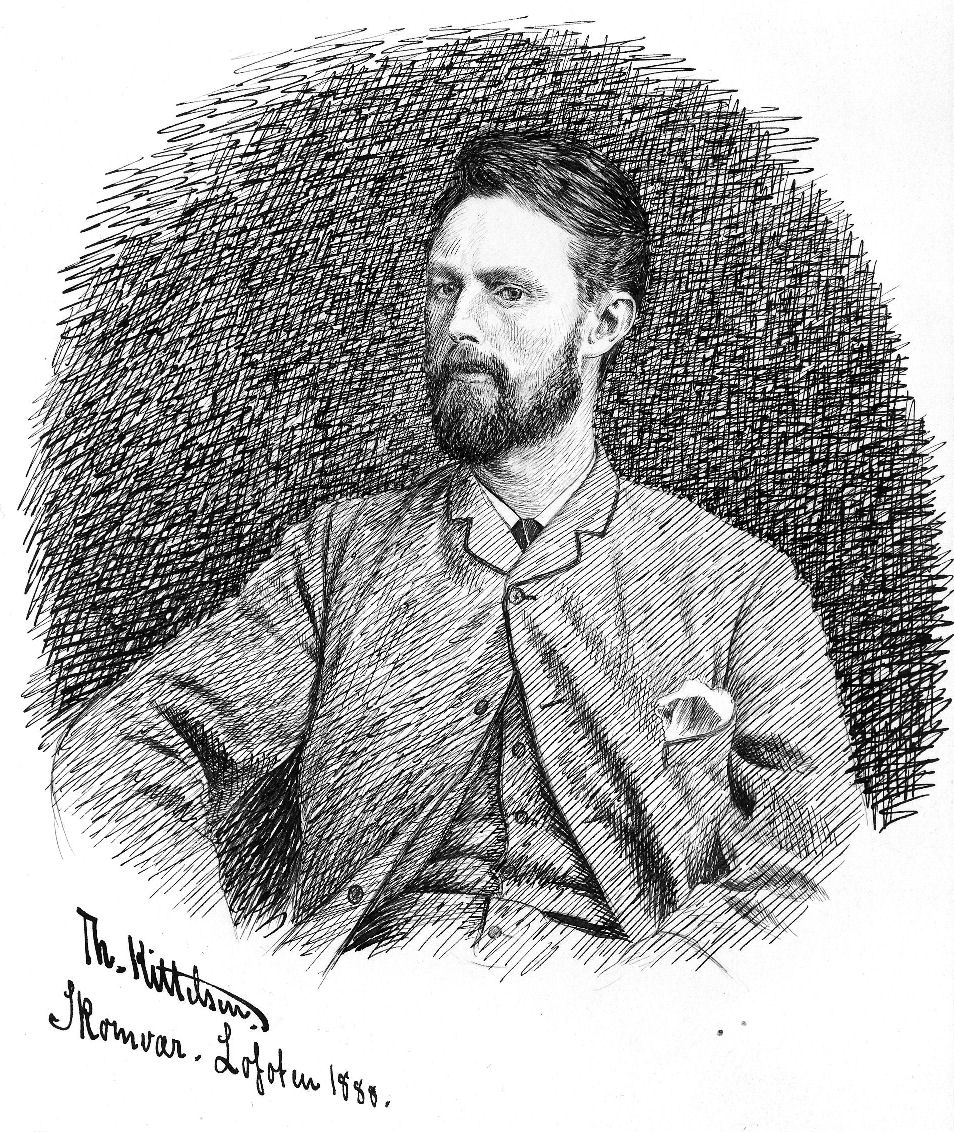
Theodor Kittelsen (1857–1914)

- Kittendorf, Katja (* 1971), deutsche Drehbuchautorin
- Kittendorff, Axel Theodor (1821–1868), dänischer Holzschneider und Verlagsbuchhändler
- Kittendorff, Johan Adolph (1820–1902), dänischer Maler, Zeichner und Lithograf
- Kitter, Benjamin (* 1975), dänischer Schauspieler und Synchronsprecher
- Kitter, Matthias (* 1963), deutscher Fernseh- und Theaterregisseur
- Kitter, Walter (1943–2019), deutscher Fußballspieler
- Kittera, John W. (1752–1801), US-amerikanischer Politiker
- Kittera, Thomas (1789–1839), US-amerikanischer Politiker
- Kitterer, Wolfgang (1943–2024), deutscher Ökonom und Finanzwissenschaftler
- Kitti Kinnonkok (* 1999), thailändischer Fußballspieler
- Kitti, Sunna (* 1991), finnisch-samische Illustratorin
- Kittichai Yaidee (* 2002), thailändischer Fußballspieler
- Kittichai Yomkhot (* 2002), thailändischer Fußballspieler
- Kittichai, Ian (* 1968), thailändischer Koch, Gastronom, Kochbuchautor und Fernsehkoch
- Kittidet Thaeptham (* 1995), thailändischer Fußballspieler
- Kittihawk (* 1972), deutsche Cartoonistin
- Kittikasem, Muangchai (* 1968), thailändischer Boxer im Halbfliegen- und Fliegengewicht
- Kittikorn Pho-ngam, thailändischer Fußballspieler
- Kittikun Jamsuwan (* 1984), thailändischer Fußballspieler
- Kittilä, Anu (* 1975), finnische Skilangläuferin
- Kittilä, Kusti (* 1981), finnischer Skilangläufer
- Kittin Lorjanad (* 1991), thailändischer Fußballspieler
- Kittinat Nuamnimanong (* 1993), thailändischer Fußballspieler
- Kitting Aupachakham (* 1989), thailändischer Fußballspieler
- Kittinger, David, amerikanischer Elektroingenieur und Computerschachprogrammierer
- Kittinger, Joseph (1928–2022), US-amerikanischer PilotJoseph Kittinger (1928–2022)

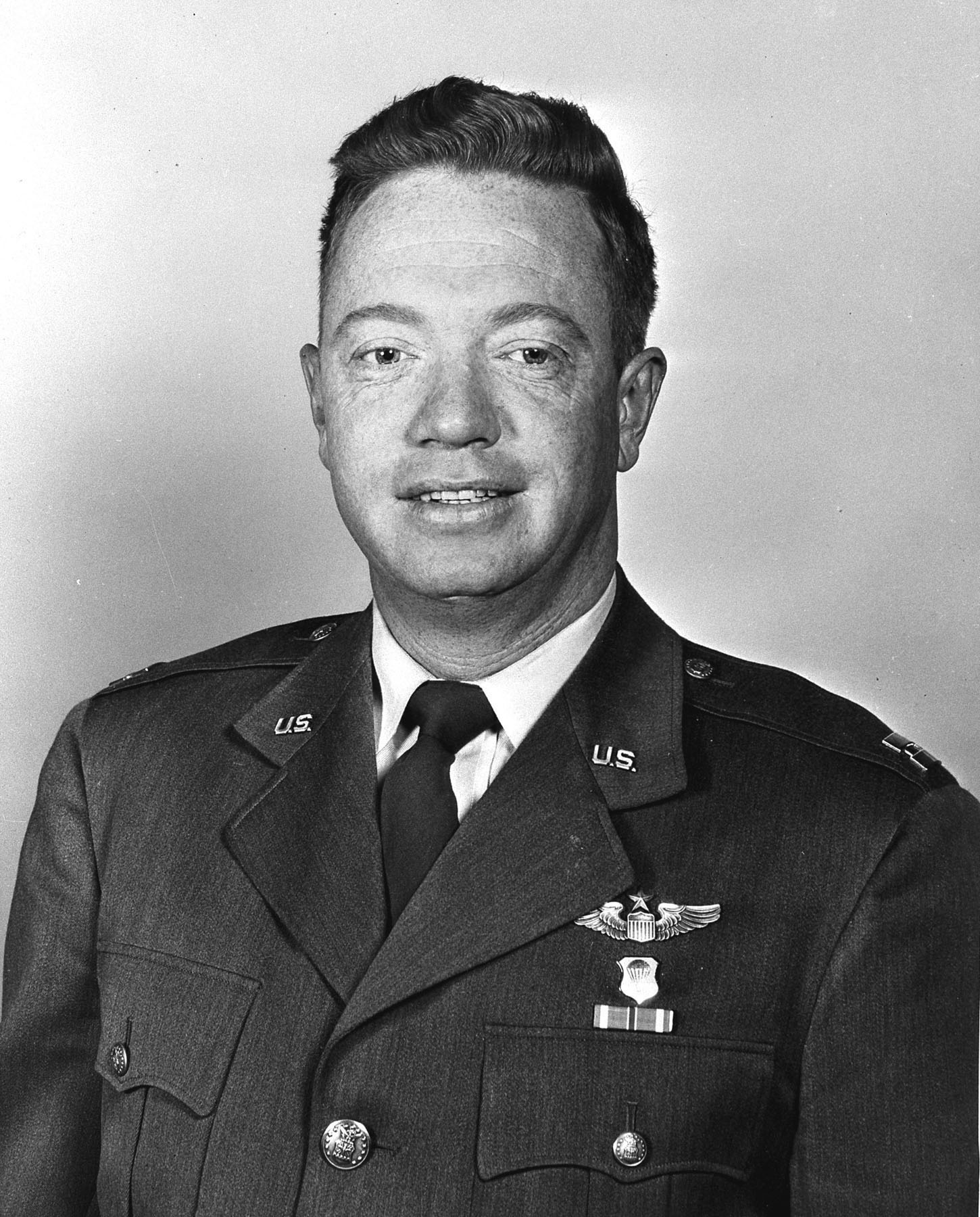
Joseph Kittinger (1928–2022)

- Kittinger, Karl (1857–1920), österreichischer Politiker (DnP, GDVP), Landtagsabgeordneter, Abgeordneter zum Nationalrat
- Kittinger, Peter (* 1964), dreifacher österreichische Judo-Staatsmeister
- Kittipat Wongsombat (* 1990), thailändischer Fußballspieler
- Kittiphan Chantatoom (* 1993), thailändischer Fußballspieler
- Kittiphat Kullapha (* 2004), thailändischer Fußballspieler
- Kittiphong Khetpara (* 2002), thailändischer Fußballspieler
- Kittiphong Pluemjai (* 1993), thailändisch-norwegischer Fußballspieler
- Kittiphop Taewsawaeng (* 2002), thailändischer Fußballspieler
- Kittipob Upachakum (* 1989), thailändischer Fußballspieler
- Kittipol Paphunga (* 1983), thailändischer Fußballspieler
- Kittipong Buathong (* 1992), thailändischer Fußballspieler
- Kittipong Hanjangsit (* 2003), thailändischer Fußballspieler
- Kittipong Pathomsuk (1995–2024), thailändischer Fußballspieler
- Kittipong Phuthawchueak (* 1989), thailändischer Fußballspieler
- Kittipong Rongrak (* 1985), thailändischer Fußballspieler
- Kittipong Sansanit (* 1999), thailändischer Fußballspieler
- Kittipong Wachiramanowong (* 1990), thailändischer Tennisspieler
- Kittipong Wongma (* 1995), thailändischer Fußballspieler
- Kittipun Saensuk (* 1994), thailändischer Fußballspieler
- Kittirat Kusumapan, thailändischer Fußballspieler
- Kittiratt Na-Ranong (* 1958), thailändischer Politiker
- Kittisak Boontha (* 1992), thailändischer Fußballspieler
- Kittisak Hochin (* 1994), thailändischer Fußballspieler
- Kittisak Moosawat (* 1989), thailändischer Fußballspieler
- Kittisak Phutchan (* 2001), thailändischer Fußballspieler
- Kittisak Rawangpa (* 1975), thailändischer Fußballtorhüter
- Kittisak Roekyamdee (* 2001), thailändischer Fußballspieler
- Kittisak Siriwan (* 1983), thailändischer Fußballspieler
- Kittitach Pranithi (* 1999), thailändischer Fußballspieler
- Kittituch Klonsom (* 1994), thailändischer Fußballspieler
- Kittiwet Lochit (* 2004), thailändischer Fußballspieler
- Kittiwut Bouloy (* 1994), thailändischer Fußballspieler
- Kittl, Eduard (1922–2003), österreichischer Landesbeamter und Politiker (SPÖ), Abgeordneter zum Nationalrat
- Kittl, Elisabeth (* 1973), österreichische Politikerin und Immobilienunternehmerin
- Kittl, Ernst (1854–1913), österreichischer Paläontologe und Geologe
- Kittl, Johann Friedrich (1806–1868), böhmischer Komponist
- Kittl, Raimund (1932–2017), österreichischer Modell-Bildhauer-Meister sowie Gürtler- und Ziseliermeister
- Kittl, Steen T. (* 1969), deutscher Autor
- Kittlaus, Friedrich (1901–1991), Vizepräsident der Reichsbahndirektion Berlin, Chef der Berliner S-Bahn
- Kittlaus, Hans-Bernd, deutscher Informatiker, Unternehmer, Consultant, Trainer, Linien- und Projektmanager und Autor
- Kittlaus, Manfred (1937–2004), deutscher Polizist, Leiter der Zentralen Ermittlungsstelle für Regierungs- und Vereinigungskriminalität (ZERV)
- Kittle, George (* 1993), US-amerikanischer American-Football-Spieler
- Kittler, Albrecht (* 1968), deutscher Sachbuchautor (Alpinistik/Klettern)
- Kittler, Eberhard (* 1955), deutscher Motorjournalist und Automobilhistoriker
- Kittler, Erasmus (1852–1929), deutscher Elektrotechnik-Pionier
- Kittler, Friedrich (1943–2011), deutscher Literaturwissenschaftler und MedientheoretikerFriedrich Kittler (1943–2011)

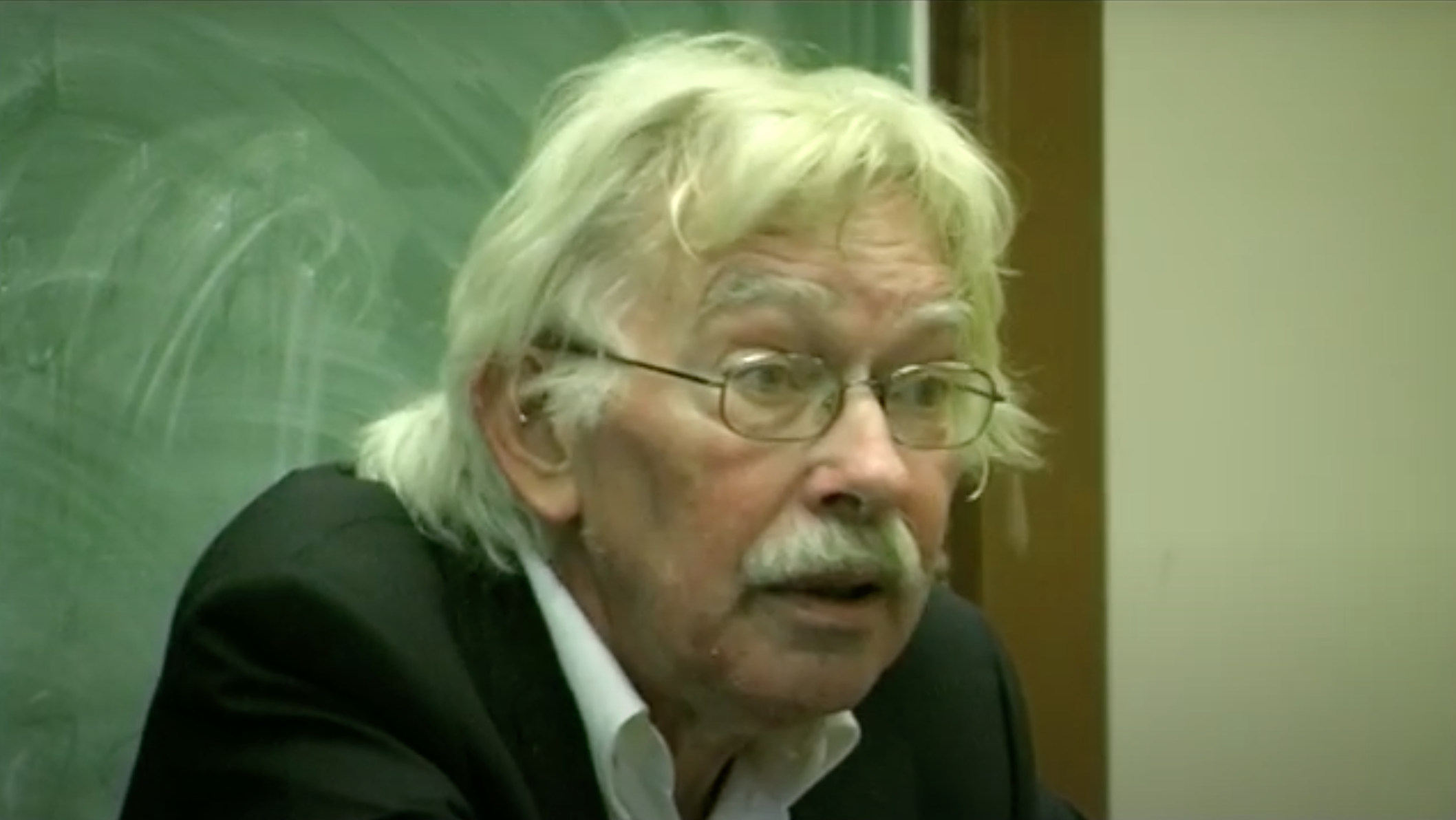
Friedrich Kittler (1943–2011)

- Kittler, Gustav (1849–1929), deutscher Schreiner und Politiker (SPD)
- Kittler, Katja (* 1968), deutsche Handballspielerin
- Kittler, Philipp (1861–1944), deutscher Bildhauer
- Kittler, Regina (* 1955), deutsche Politikerin (Die Linke), MdA
- Kittler, Richard (1924–2009), österreichischer Komponist und Pädagoge
- Kittler, Wilfried (* 1929), deutscher Diplomat, Botschafter der DDR
- Kittler, Wolf (* 1945), deutscher Literatur- und Medienwissenschaftler
- Kittles, Kerry (* 1974), US-amerikanischer Basketballspieler
- Kittles, Tory (* 1975), US-amerikanischer SchauspielerTory Kittles (* 1975)

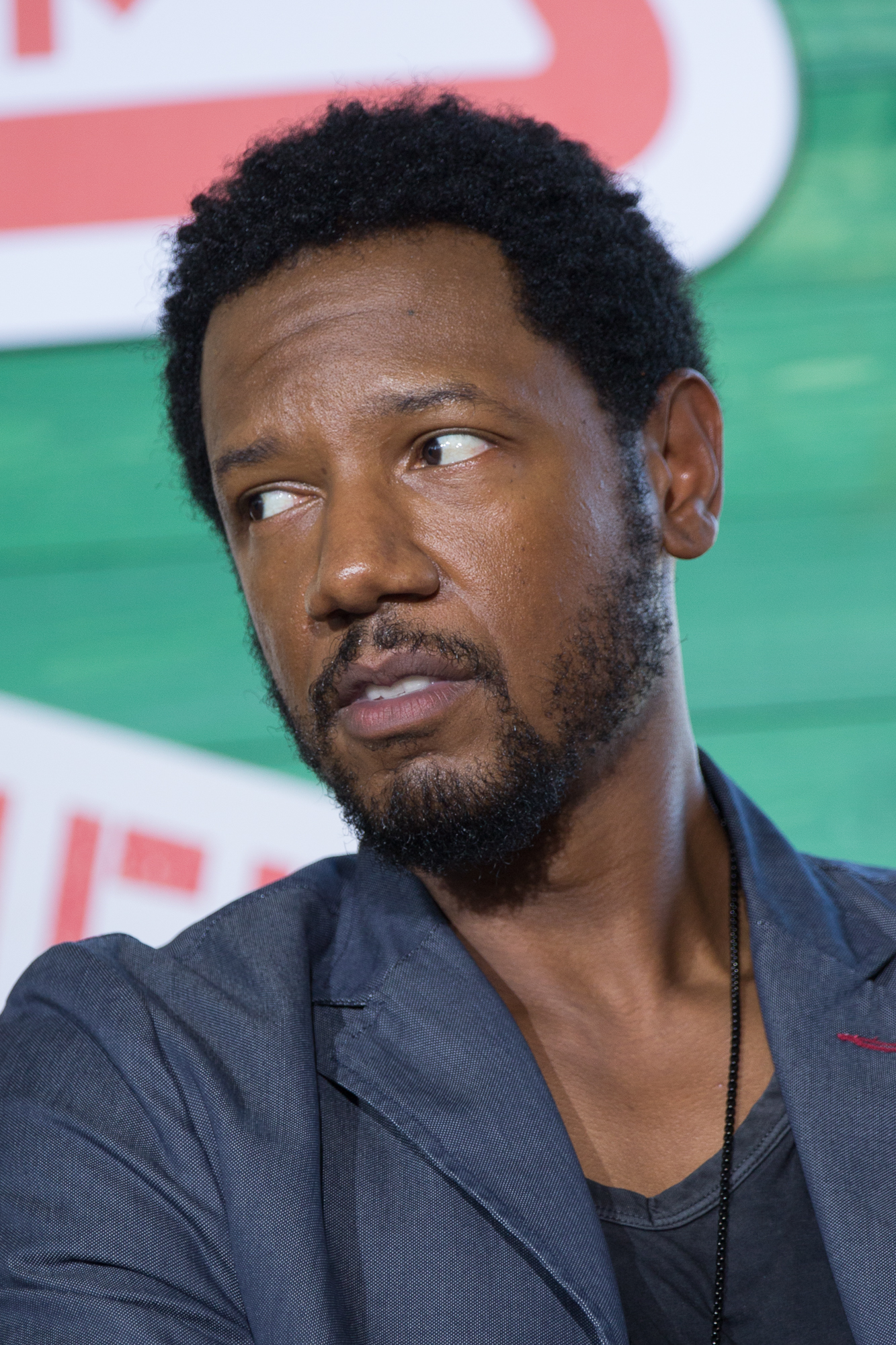
Tory Kittles (* 1975)

- Kittlitz und Ottendorf, Christoph Ferdinand Rudolf von (1751–1822), preußischer Landrat
- Kittlitz und Ottendorf, Sylvius Adolph von (1695–1771), preußischer Landrat
- Kittlitz, Alard von (* 1982), deutscher Journalist und Prosaschriftsteller
- Kittlitz, Arne von (* 1943), deutscher Diplomat und Botschafter
- Kittlitz, Christoph von (1594–1657), preußischer Hofrat
- Kittlitz, George Friedrich von (1687–1763), preußischer Landrat
- Kittlitz, Heinrich von (1799–1874), Ornithologe, Naturforscher, Reisender, Zeichner
- Kittlitz, Rudolf von (1817–1882), preußischer Generalmajor und Kommandeur der 19. Infanterie-Brigade
- Kittmann, Jan (* 1983), deutscher Schauspieler
- Kittmann, Vincent (* 1988), deutscher Basketballspieler
- Kittmer, John (* 1967), britischer Diplomat
- Kittnar, Isabelle, deutsche Bühnen- und Maskenbildnerin
- Kittner, Alfred (1906–1991), deutscher Schriftsteller
- Kittner, Christel (1938–2014), deutsche Kabarettistin und Theaterleiterin
- Kittner, Daniela (* 1963), österreichische Journalistin
- Kittner, Dietrich (1935–2013), deutscher KabarettistDietrich Kittner (1935–2013)

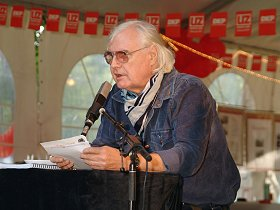
Dietrich Kittner (1935–2013)

- Kittner, Edgar (1901–1989), deutscher Unternehmer, Gründer der Kittner-Gruppe und Rennfahrer
- Kittner, Ekkehard (* 1942), deutscher Politiker (CDU)
- Kittner, Heinz (1928–2012), deutscher Bergsteiger
- Kittner, Konrad (1962–2006), deutscher Punk-Musiker
- Kittner, Kurt (* 1980), US-amerikanischer American-Football-Spieler
- Kittner, Michael (* 1941), deutscher Rechtswissenschaftler und Arbeitsrechtler
- Kittner, Ole (* 1987), deutscher Fußballspieler
- Kitto, Humphrey Davy Findley (1897–1982), britischer Altphilologe
- Kitto, Wilhelm (1842–1903), preußischer Soldat (Pionier)
- Kittos, griechischer Töpfer
- Kittpat Inthawong (* 2003), thailändischer Fußballspieler
- Kittredge, Alfred B. (1861–1911), US-amerikanischer Politiker (Republikanische Partei)
- Kittredge, George W. (1805–1881), US-amerikanischer Politiker
- Kittredge, William C. (1800–1869), US-amerikanischer Politiker und Anwalt
- Kittrell, Christine (1929–2001), amerikanische R&B-Sängerin
- Kittrell, Flemmie (1904–1980), US-amerikanische Ernährungswissenschaftlerin und Hochschullehrerin
- Kittrell, Jean (1927–2018), US-amerikanische Jazzmusikerin
- Kittrie, Nicholas N. (1926–2019), US-amerikanischer Rechtswissenschaftler und Kriminologe
- Kittstein, Detlev (1944–1996), deutscher Feldhockeyspieler
- Kittstein, Jenny (* 1980), deutsche Freestyle-Skierin
- Kittstein, Lothar (* 1970), deutscher Historiker, Autor und Dramaturg
- Kittsteiner, Beate (* 1958), deutsche Jazzflötistin und Baritonsaxophonistin
- Kittsteiner, Heinz Dieter (1942–2008), deutscher Historiker, Germanist und Philosoph
- Kittsteiner, Karl (1920–2011), deutscher Radrennfahrer
- Kitty Kat (* 1982), deutsche RapperinKitty Kat (* 1982)

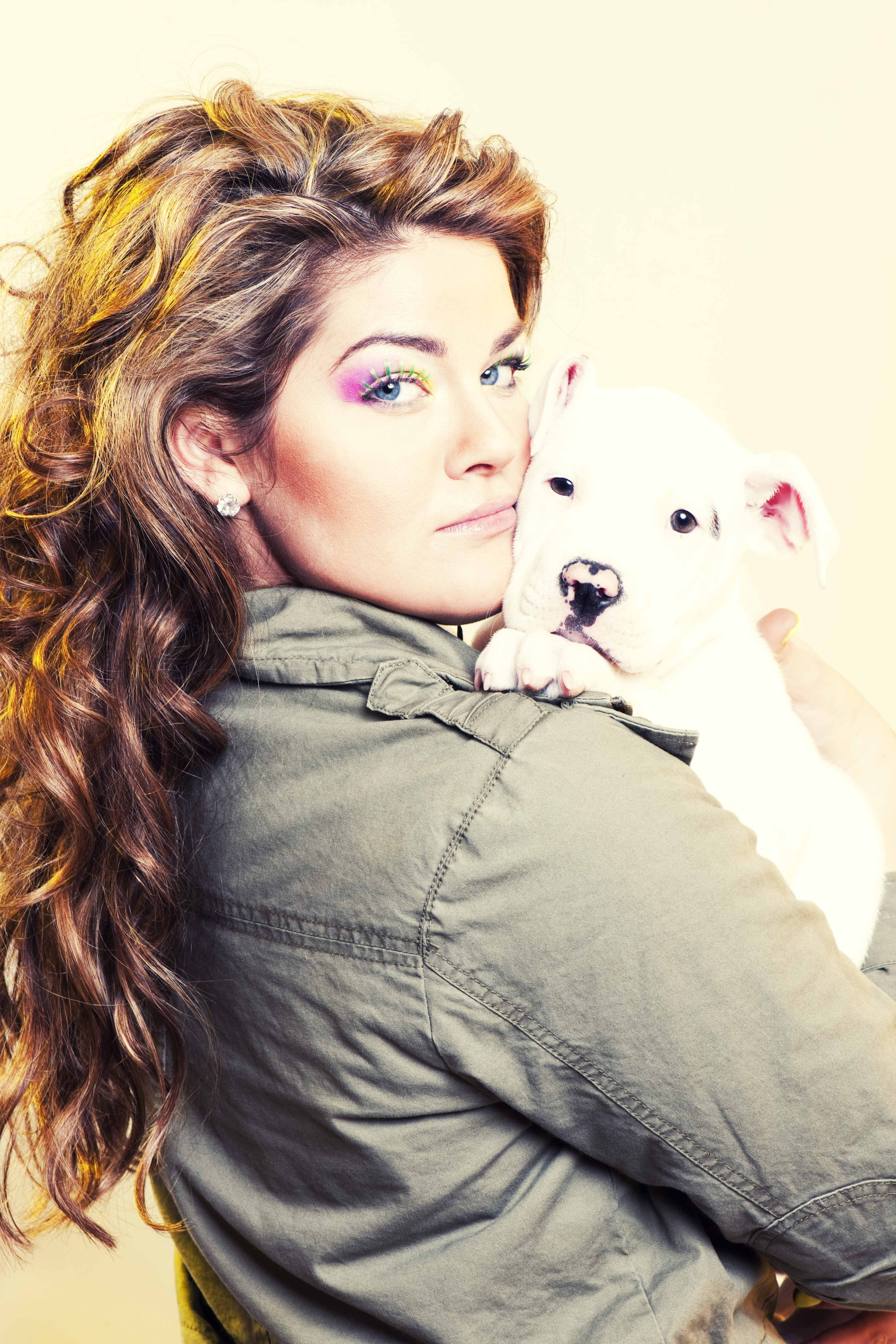
Kitty Kat (* 1982)

### Kitu
- Kitum, Timothy (* 1994), kenianischer Mittelstreckenläufer
- Kitup, Ilia (* 1964), russischer Dichter, Künstler, Comic-Zeichner und Herausgeber
- Kitur, David (* 1962), kenianischer Sprinter
- Kitur, Samson (1966–2003), kenianischer Sprinter
- Kituyi, Mukhisa (* 1956), kenianischer Politiker und UN-Beamter

### Kitw
- Kitwanga, Charles (* 1960), tansanischer Politiker
- Kitwara, Sammy Kirop (* 1986), kenianischer Langstreckenläufer
- Kitwood, Tom (1937–1998), englischer Sozialpsychologe und Psychogerontologe

### Kitz
- Kitz, Arnold (1807–1874), deutscher Jurist, Landtagspräsident und Reichstagsabgeordneter
- Kitz, Friedrich Kasimir (1764–1834), deutscher Mediziner und Naturwissenschaftler
- Kitz, Heinz (1907–1971), deutscher Politiker (CDU), MdL
- Kitz, Johann Matthias, Baumeister des Barock
- Kitz, Matteo (* 2007), österreichischer Fußballspieler
- Kitz, Norman, britischer Rechenmaschinenkonstrukteur
- Kitz, Volker (* 1975), deutscher Sachbuchautor und Jurist
- Kitz, Wilhelm (1890–1956), deutscher Jurist und Ministerialbeamter
- Kitzberg, August (1855–1927), estnischer Schriftsteller
- Kitzberger, Ralf (* 1968), deutscher Rechtsanwalt
- Kitzbichler, Christian (* 1990), österreichischer Biathlet
- Kitzbichler, Gerhard (* 1973), österreichischer Biathlet
- Kitzbichler, Hans (* 1964), deutscher Schauspieler
- Kitzbichler, Richard (* 1974), österreichischer FußballspielerRichard Kitzbichler (* 1974)

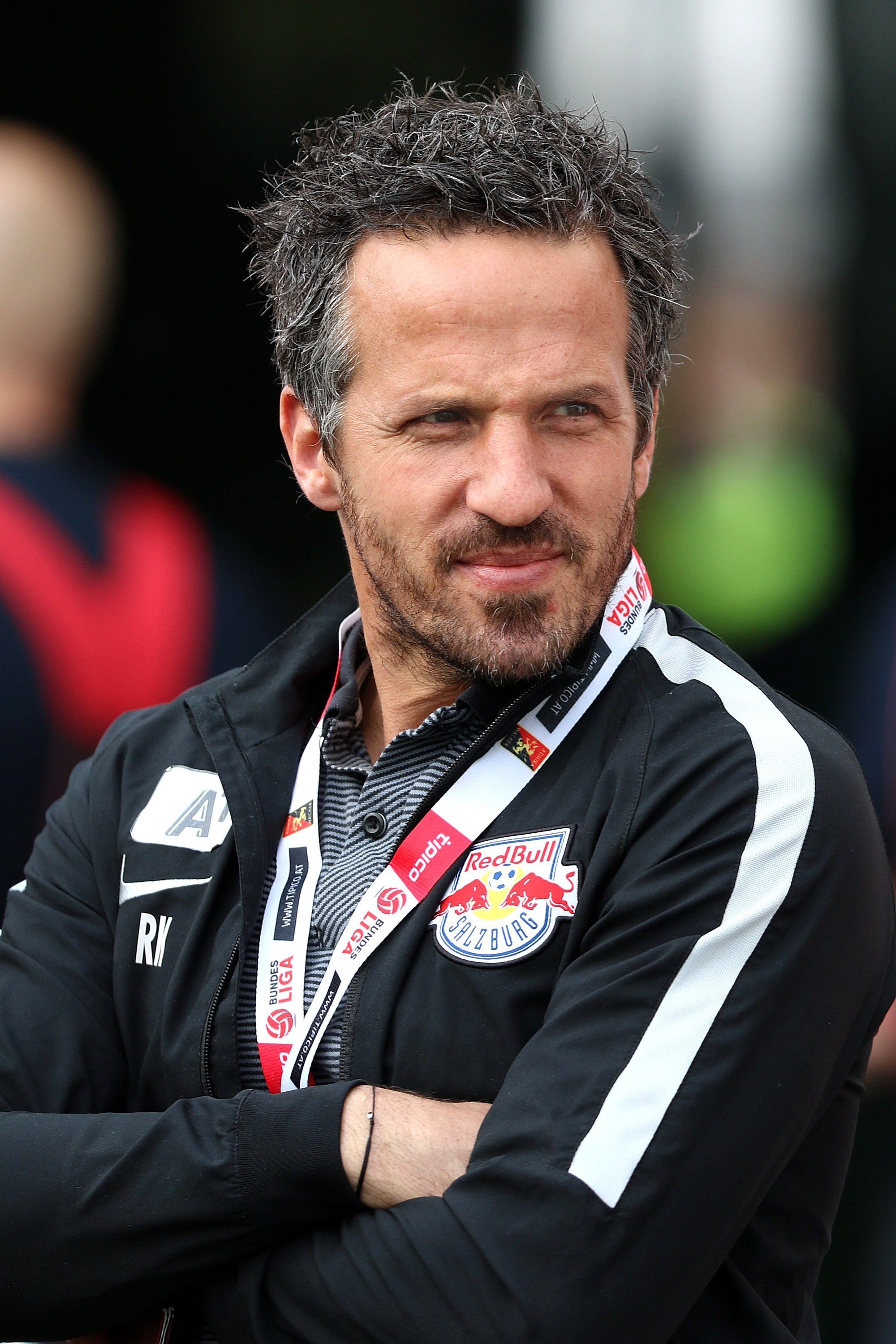
Richard Kitzbichler (* 1974)

- Kitzbihler, Jochen (* 1966), deutscher Bildhauer
- Kitzel, Herbert (1928–1978), deutscher Künstler
- Kitzel, Jan-Tobias (* 1980), deutscher Science-Fiction-Autor
- Kitzel, Johann (1574–1627), deutscher Rechtswissenschaftler, Mathematiker und Hochschullehrer
- Kitzel-Grimm, Mareile (1922–2002), deutsche Bildhauerin und Keramikerin
- Kitzelmann, Michael (1916–1942), deutscher Offizier, wurde wegen Wehrkraftzersetzung hingerichtet
- Kitzen, Janine (* 1978), niederländische Opernsängerin (Sopran)
- Kitzerow, Carl (1799–1874), deutscher Dekorationsmaler und Lithograf
- Kitzhaber, John (* 1947), US-amerikanischer Politiker
- Kitzig, Alfred (1902–1964), deutscher Grafiker
- Kitzig, Heinz (1920–1966), deutscher Turmspringer und Vizeeuropameister 1938
- Kitzig, Olaf (* 1971), deutscher Innenarchitekt
- Kitzing, Eberhard (1911–1941), deutscher Arzt und HJ-Funktionär
- Kitzing, Fritz (1905–1987), deutsches NS-Opfer
- Kitzinger, Albin (1912–1970), deutscher Fußballspieler
- Kitzinger, Elisabeth (1881–1966), deutsche Wohlfahrtspflegerin
- Kitzinger, Ernst (1912–2003), deutsch-US-amerikanischer Kunsthistoriker, insbesondere byzantinische und mittelalterliche Kunst
- Kitzinger, Friedrich (1872–1943), deutscher Hochschullehrer und Jurist
- Kitzinger, Karl (1886–1962), deutscher General der Flieger im Zweiten WeltkriegKarl Kitzinger (1886–1962)

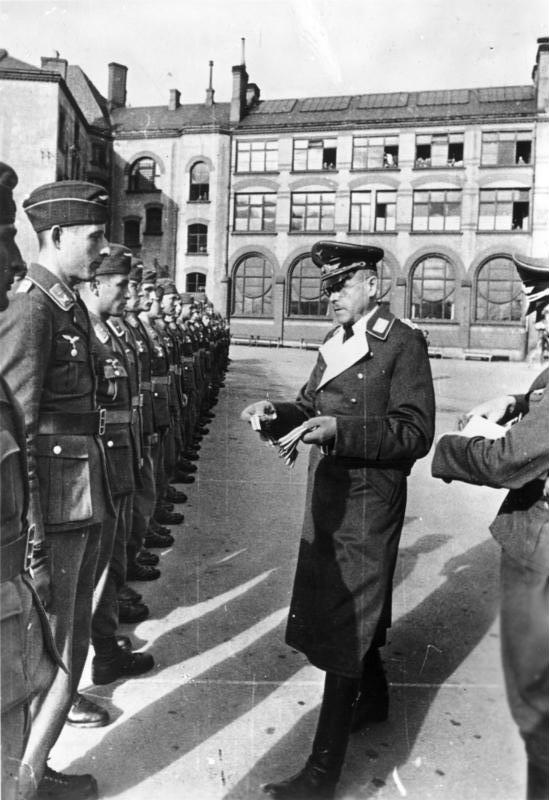
Karl Kitzinger (1886–1962)

- Kitzinger, Philipp (1906–1986), deutscher Rechtsanwalt, Landrat des oberbayerischen Landkreises Schrobenhausen
- Kitzinger, Sheila (1929–2015), britische Sozialanthropologin und Autorin
- Kitzinger, Thomas (* 1955), deutscher Maler
- Kitzinger, Uwe (1928–2023), britischer Politikwissenschaftler und Hochschullehrer
- Kitzkatz, Ruprecht Niclas, deutscher Stempelschneider und Medailleur
- Kitzl, Albert (* 1943), rumänisch-deutscher Schauspieler
- Kitzl, Joanna (* 1980), deutsche Schauspielerin
- Kitzler, Albert (* 1955), deutscher Philosoph, Rechtsanwalt und FilmproduzentAlbert Kitzler (* 1955)

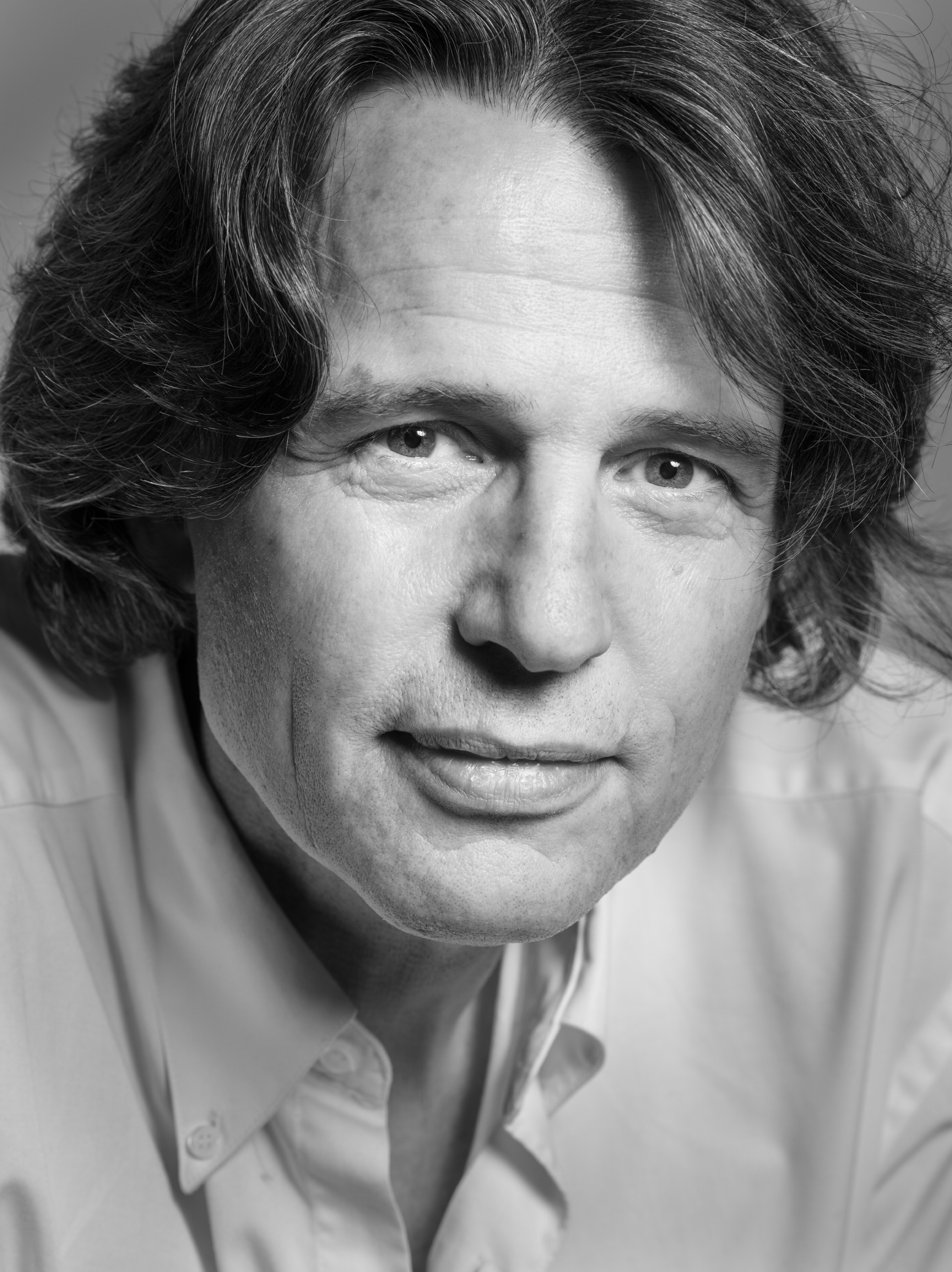
Albert Kitzler (* 1955)

- Kitzler, Helmut (* 1946), österreichischer Basketballspieler und -trainer
- Kitzler, Otto (1834–1915), deutscher Dirigent und Cellist
- Kitzlinger, Baptist (1920–1996), deutscher Politiker (CSU), Landrat und Senator
- Kitzlinger, Carlo (* 1966), deutscher Schauspieler
- Kitzmann, Arnold (* 1943), deutscher Psychologe, Autor und Coach
- Kitzmann, Dieter (* 1964), deutscher Fußballspieler
- Kitzmann, Peter (* 1956), deutscher Fußballspieler
- Kitzmiller, John (1913–1965), US-amerikanischer Schauspieler
- Kitzmiller, Joy (* 1964), US-amerikanische Badmintonspielerin
- Kitzmüller, Anneliese (* 1959), österreichische Politikerin (FPÖ), Abgeordnete zum Nationalrat
- Kitzmüller, Anton (* 1966), österreichischer Maler
- Kitzmüller, Erich (* 1931), österreichischer Sozialwissenschaftler
- Kitzmüller, Hans (* 1945), italienischer Publizist, Autor und Germanist
- Kitzmüller, Josef (1912–1979), österreichischer Fußballspieler
- Kitzow, Johannes (1594–1657), Abt des Klosters Loccum